# 関東鉄道常総線
常総線（じょうそうせん）は、茨城県取手市の取手駅から同県筑西市の下館駅までを結ぶ関東鉄道の鉄道路線である。路線名は、沿線が旧常陸国と旧下総国にまたがることに由来する。
関東平野のほぼ中央、利根川水系の鬼怒川にほぼ並行して南北に走る、東京圏の通勤路線としては珍しい全線非電化の路線。水海道駅を境に複線化されている南側は他社線との乗り換えにより東京方面への通勤を担う路線としての性格を持ち、北側の単線区間は田園地帯を走って鬼怒川沿いの集落を結ぶローカル線の性格が強い。

## 概要
かつては各市街地を除いて沿線のほとんどが田園地帯であったが、1960年代に東洋観光興業造成の住宅街（新取手）が開発されて以降、1970年代 - 1980年代にかけ、常総ニュータウン（戸頭、南守谷、新守谷）やパークシティ守谷（戸頭、南守谷）など大規模開発によりベッドタウン化が進んだ。急増した人口に対応すべく、日本住宅公団などから資金分担を得て、全線単線であった路線のうち取手 - 水海道間を1980年代までに複線化している。その結果、非電化私鉄でありながら、17.5 kmに及ぶ複線区間が存在する全国的に見ても珍しい路線となっている。
常総線が全線非電化である理由は、茨城県石岡市に所在する気象庁地磁気観測所との兼ね合いの結果で、かつては地磁気観測に影響を与えない直直デッドセクション方式による直流電化を目指し実験を行ったものの（詳細は「交流電化」を参照）、変電所が多く必要になり費用負担が大きくなることが判明、当面非電化での営業を続けるとしたためである。1990年代以降は高出力の新型気動車を相次いで新造・投入しスピードアップを図っている。2005年にはつくばエクスプレスが開業し、途中の守谷駅も東京方面への乗換駅になるなど環境が変化している。
「サイクルトレイン」を実施しており、水海道駅 - 大田郷駅間で9時30分 - 14時30分に乗車する場合に限って、1人1台まで自転車を無料で列車内に積み込むことができる。
ICカード「PASMO」「Suica」が利用できる。ただし竜ヶ崎線を含め、交通系ICカード全国相互利用サービスは対象外であり、関東地方以外で発売されている「ICOCA」や「SUGOCA」などは使用不可である。
鉄道むすめの「寺原ゆめみ」をキャラクターに起用している。名前の由来は寺原駅・ゆめみ野駅から。

## 路線データ

停車駅

- 管轄（事業種別）：関東鉄道（第一種鉄道事業者）
- 路線距離（営業キロ）：51.1 km[1]
- 軌間：1067 mm[1]
- 駅数：25駅（起終点を含む）[1]
- 電化区間：なし（全線非電化）
- 複線区間：取手 - 水海道間17.5 km
- 閉塞方式：自動閉塞式
- 保安装置：速度照査式ATS
- 最高速度：90km/h[2]
- 車両基地所在駅：南水海道信号所（水海道 - 小絹間） →水海道車両基地

## 歴史
1911年（明治44年）、常総鉄道線の敷設に際し「下館 - 水海道 - 佐貫」の計画案と「下館 - 水海道 - 取手」の計画案がほぼ同時期に申請され、両者の話し合いの結果、佐貫計画案の事業者が申請を取り下げたため現在の路線が建設された。
- 1913年（大正2年）11月1日 - 常総鉄道 取手 - 下館間開業[7]。
- 1917年（大正6年） - 下妻 - 大宝間に（臨）大宝八幡駅開業。
- 1920年（大正9年）2月1日 - 中妻駅開業[7]。
- 1926年（大正15年）8月15日 - 騰波ノ江駅開業[8]。
- 1928年（昭和3年）9月7日 - 内燃動力（ガソリンカー）併用開始[7]。
- 1931年（昭和6年）11月15日 - 南石下駅、玉村駅開業[7]。
- 1935年（昭和10年） - （臨）大宝八幡駅廃止、大宝駅移転。
- 1938年（昭和13年）12月1日 - 野殿駅開業[9]。
- 1945年（昭和20年）
  - 3月20日 - 筑波鉄道（初代）と合併して常総筑波鉄道に改称[7]。
  - 8月13日 - 13時30分頃、現在の新守谷駅付近においてアメリカ軍の機銃掃射に遭い、死傷者が出る[10]。
- 1948年（昭和23年）
  - 2月1日 - 下館駅から取手を経由して、常磐線上野駅までの直通運転を開始[11]。
  - 5月1日 - 常磐線直通列車を下妻駅始終着に短縮[11]。
- 1949年（昭和24年）6月 - 常磐線電化に伴い、直通列車の運行取り止め[11]。
- 1950年（昭和25年）
  - この頃、野殿駅が廃止される。
  - 10月28日 - 走行中の混合列車内の貨車を占拠して移動賭博場を開き、常習賭博を行っていたヤミ米ブローカーら35人が検挙[12]。
- 1960年（昭和35年）11月15日 - 南守谷駅開業[11]。
- 1965年（昭和40年）6月1日 - 鹿島参宮鉄道と合併して関東鉄道となる。
- 1968年（昭和43年）
  - 4月1日 - 新取手駅開業[11]。
  - 10月1日 - 水海道 - 下妻間自動閉塞化[11]。
  - 12月1日 - 下妻 - 下館間自動閉塞化[11]。
- 1972年（昭和47年）
  - 3月15日 北水海道駅開業[11]。
  - 11月25日 取手 - 水海道間自動閉塞化[11]。
- 1974年（昭和49年）7月16日 - 貨物営業廃止[11]。
- 1975年（昭和50年）3月26日 - 戸頭駅開業[11]。
- 1977年（昭和52年）4月7日 - 取手 - 寺原間複線化[11]。複線化直後の寺原駅付近。（1978年3月撮影）

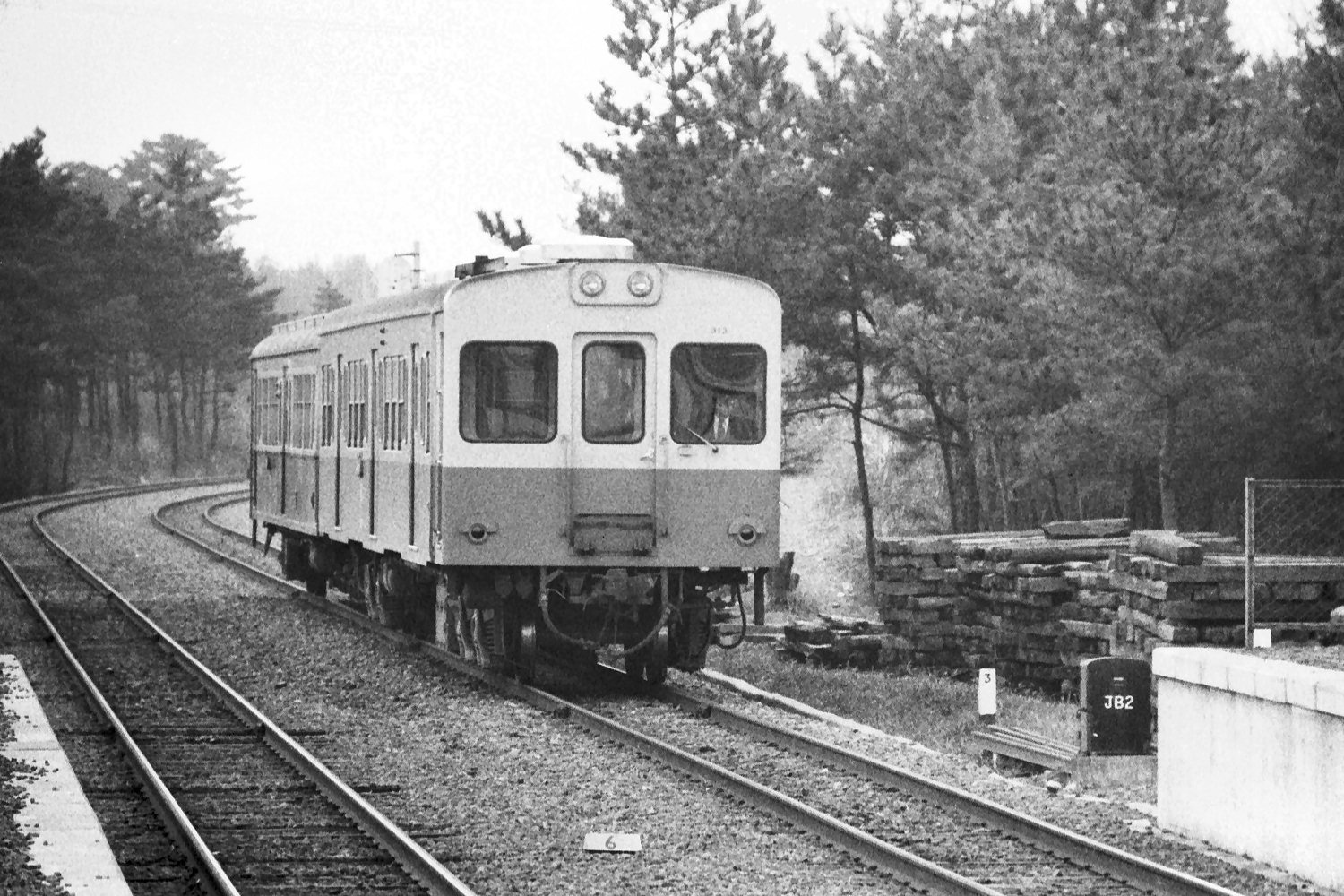
複線化直後の寺原駅付近。（1978年3月撮影）

- 1978年（昭和53年）1月20日 - 水海道 - 下妻間CTC化[11]。
- 1979年（昭和54年）12月1日 - 下妻 - 下館間CTC化[13]。西取手駅開業[13]。
- 1982年（昭和57年）
  - 3月27日 - 新守谷駅開業[13]。
  - 12月8日 - 寺原 - 南守谷間複線化[13]。
- 1983年（昭和58年）5月31日 - 南守谷 - 新守谷間複線化[13]。
- 1984年（昭和59年）11月15日 - 新守谷 - 水海道間が複線化され、取手 - 水海道間の複線化が完成[13][14]。
- 1992年（平成4年）
  - 3月6日 - 水海道車両基地が完成し使用開始[13][15]。小絹 - 水海道間に南水海道信号所開設[13]。
  - 6月2日 - 取手駅で列車が駅ビルに衝突する事故 （常総線列車衝突事故）[13]。
- 1993年（平成5年）
  - 3月8日 - ATS使用開始[16]。
  - 4月15日 - 列車無線使用開始[13]。
- 1997年（平成9年）5月10日 - 水海道 - 下館間でワンマン運転を実施[13]。
- 2003年（平成15年）8月 - 全列車に防護無線を設置、使用開始[13]。
- 2004年（平成16年）
  - 3月13日 - 取手 - 水海道間で平日の朝夕を除く時間帯でワンマン運転を実施[13]。ワンマン列車には新形式車両（キハ2100・2300形）のみが使用されるため、水海道 - 取手間が3 - 4分短縮された。
  - 10月16日 - 南水海道信号所での運転停車を廃止。列車の増解結時以外は通過となった。
- 2005年（平成17年）
  - 3月28日 - 守谷駅新駅舎使用開始[13]。茨城県内では初のオープンカウンター改札が設置された[13]。
  - 4月18日 - 新型車両によるラッピングトレイン運行開始。
  - 7月9日 - つくばエクスプレス開業を控えてのJR常磐線ダイヤ改正に合わせ、快速列車訓練運転開始によるダイヤ改正。速度照査式ATS使用開始[13]。新守谷駅ポイント改良工事に伴い同駅発列車廃止。
  - 8月24日 - つくばエクスプレス開業に伴うダイヤ改正。快速列車新設[13] を含む増発及び全列車1 - 2両のワンマン運転化。その後、取手口の混雑対応のため、平日朝の5往復が4両編成（車掌乗務）に戻された。
  - 12月10日 - ダイヤ改正。増発及び再び全列車1 - 2両のワンマン運転化[13]。ただし、平日朝の1往復のみ3両編成（車掌乗務）が残された[13]。
  - 12月19日 - 水海道駅を最後に、取手 - 水海道の複線区間全駅に自動改札機設置完了[13]。
- 2008年（平成20年）
  - 3月6日 - 大宝駅列車交換設備使用開始[13]。
  - 3月15日 - ダイヤ改正[13]。増発[13] 並びに大宝駅交換設備使用開始に伴う一部列車のスピードアップが図られ、最大7分短縮となった。3両編成の運行終了[13]。
- 2009年（平成21年）
  - 3月14日 - 「PASMO」導入[13]。取手 - 水海道の全駅にPASMO対応自動改札機、北水海道 - 下館の全駅に簡易改札機を導入[13]。
    - 同時期より、無人駅における防犯カメラの運用も始まった。

  - 10月1日 - 取手 - 水海道間で1両編成の運行開始（平日5往復、土休日6往復）。
  - 11月1日 - ダイヤ改正。下り快速はすべて守谷始発となる。
- 2010年（平成22年）
  - 1月1日 - 取手 - 水海道間の1両編成が平日・土休日とも各2往復増加。
  - 2月16日 - 駅集中管理システムを導入、西取手駅・稲戸井駅・南守谷駅・小絹駅が10 - 16時の間、駅員無配置となる[17]。
  - 3月13日 - ダイヤ改正。新運行管理システム（自動進路制御装置）を導入[18]、水海道 - 下館の行き違い対応駅で同時進入可能になる。日中の取手 - 守谷間が15分間隔のパターンダイヤに[19]。
  - 9月1日 - 寺原駅・新取手駅・新守谷駅・石下駅が10 - 16時の間、駅員無配置となる[20]。
- 2011年（平成23年）
  - 3月12日 - 新取手 - 稲戸井間にゆめみ野駅が開業[21]。
- 2013年（平成25年）
  - 2月16日 - 寺原駅・ゆめみ野駅・南守谷駅・小絹駅が終日、駅員無配置となる[22]。
  - 5月16日 - 西取手駅・新取手駅・稲戸井駅が終日、駅員無配置となる[23]。石下駅の駅員配置が7 - 11時のみとなる[24]。
- 2015年（平成27年）
  - 9月10日 - 台風18号に伴う雨雲が前日までに降らせた大雨（関東・東北豪雨）によって常総市内の鬼怒川の堤防が決壊したため、線路冠水・石下駅水没[25]・南石下 - 三妻間の線路道床流失等の被害を受け、全線運転見合わせとなる[26][27]。
  - 9月12日 - 取手 - 守谷間で列車代行バス運転開始[28]。
  - 9月14日 - 下妻 - 下館間で運行本数を3割ほどに減らして運行を再開[29][30]。
  - 9月16日 - 取手 - 守谷間で運行本数を5割ほどに減らして運行を再開[31][32][33]。
  - 9月18日 - 守谷 - 水海道間で運行再開[34][35][36]。
  - 9月28日 - 水海道 - 下妻間で列車代行バス運転開始[37]。
  - 10月10日 - 水海道 - 下妻間で運行本数を3割ほどに減らして運行を再開[38]。これにより、全線で運行再開（ただし一部で運行本数に限りがあり、快速運転は取り止めを継続）。
  - 10月15日 - 水海道 - 下妻間で、運行システムの復旧工事が完了し、運行本数を8割ほどに増加[39]（ただし、一部区間速度制限あり、快速運転は取り止めを継続）。
  - 11月16日 - 全線で通常運行に戻り、快速運転も再開となる[40]。
- 2020年（令和2年）
  - 5月1日 - 新型コロナウイルス感染症（COVID-19）の流行による乗客減の影響で、平日ダイヤから2割ほど減便させた特別ダイヤでの運行を開始[41]。6月8日から通常ダイヤでの運行を再開[42]。
  - 10月31日 - ダイヤ改正。朝夕の5本（上り2本・下り3本）を日中時間帯に移動し、快速列車として新設。日中から夜間時間帯の運行本数を変更し、日中時間帯の取手駅 - 水海道駅間の運行本数が毎時4本から3本に減便。
- 2021年（令和3年）
  - 9月11日 - 石下駅窓口無人化。
  - 9月16日 - 宗道駅窓口無人化。同日をもって委託駅消滅（駅員配置駅は取手駅、戸頭駅、守谷駅、新守谷駅、水海道駅、下妻駅、下館駅のみに）。
- 2025年（令和7年）　
  - 3月17日 - ダイヤ改正に伴い、2008年の廃止から7年ぶりに3両編成の運行が朝ラッシュ時に復活。

## 運行形態
普通列車と快速列車が運行されている。おおむね取手駅 - 水海道駅間の複線区間と水海道駅 - 下館駅間の単線区間で運転系統が分離されており、取手側は運行密度の高い通勤路線、下館側は少ない運行本数に快速運転を織り交ぜたローカル路線となっている。もともとは全列車が各駅停車で運行されていたが、つくばエクスプレス開業に伴い、守谷 - 下館間にて快速列車の運行を開始している。
全区間でワンマン運転を行っている。複線区間の全駅および単線区間のうち石下駅・下妻駅・下館駅では運賃収受を駅で行い、単線区間のその他の駅では運賃収受を列車内で行う。ただし、PASMO・Suicaについてはいずれも駅設置の改札機を利用する。
複線・単線両区間を直通する列車もあるが、行先表示に「水海道乗換下館」「水海道乗換取手」などと、実際にはその列車自体は直通しない行先が並列で表記されている場合がある。それらの列車は水海道駅にて乗り換えのしやすい接続列車が出ることを示しており、一部の時刻表サイト等においてはこの「水海道乗換○○」表記の列車とそれに接続する列車の2本を直通の1本の列車として扱っているところもある。乗換列車が守谷駅発着の場合は「守谷乗換」のような表記はされない。駅掲出の時刻表や関東鉄道が配布している路線時刻表では、水海道乗換の列車はあくまで下館（下妻）行きであり、水海道での乗り換えを要する旨が記載されているほか、守谷駅からの接続列車がある場合についても記載がある。
つくばエクスプレス開業に合わせて行われたダイヤ改正で、取手駅 - 水海道駅間の列車が原則として2両編成となった時には水海道駅を越えて下妻・下館方面へ直通する列車が約半数となったが、2005年12月のダイヤ改正以降、日中の直通運転は再び減少していた。2017年3月4日より、一部を除く日中の列車が全線直通運転となった。これにより、取手駅 - 水海道駅間の日中の運行が1両編成となった。
- 最高運転速度：90 km/h （※つくばエクスプレス開業に併せて行われたダイヤ改正でスピードアップ）。
- 表定速度：守谷 - 下館間 (41.5 km)
  - 快速 46分 - 54.1 km/h
  - 普通 63分 - 39.5 km/h

### 普通列車

#### 取手駅 - 水海道駅間（複線区間）
- 日中は1時間に3本の運行であるが、ラッシュ時は運行本数が多くなる。運行本数は平日・土休日ダイヤともに取手駅で接続するJR常磐線の土浦・水戸方面を上回り、ラッシュ時には守谷駅で接続するつくばエクスプレスのつくば方面をも上回っており、東京方面との接続が意識されている。
- 各駅のホーム有効長は5両（ゆめみ野駅のみ4両）だが、増発に伴って現在は朝夕のラッシュ時が2両編成（一部3両編成）、日中は1両編成での運転が主である。イベント時は最長で4両編成で運転され、その際は車掌が乗務する。
- 取手駅 - 守谷駅間・守谷駅 - 新守谷駅間・守谷駅 - 水海道駅間の区間列車も設定されている。下妻・下館方面の単線区間から1両編成のワンマン列車が守谷駅まで乗り入れることもあり、運行本数としては取手駅 - 守谷駅間より守谷駅 - 水海道駅間の方が多い。2009年10月以降は取手駅への乗り入れも行われている。
- 車両基地のある南水海道信号所では、かつて乗務員交代の有無にかかわらず全列車が運転停車していたが、2004年10月16日より列車の増解結時以外は通過している。

#### 水海道駅 - 下館駅間（単線区間）
- おおむね1時間に2本（1 - 4本程度）運行される。早朝下り方面と上り朝ラッシュ時間帯は2両編成、それ以外は1両（イベント時4両）編成を基本とする。朝晩の一部列車は水海道駅 - 下妻駅間・下妻駅 - 下館駅間の区間列車になっており、下妻駅では夜間滞泊が行われている。
- 下館駅に乗り入れる路線の中で、常総線の運行本数が最も多い。
- 2006年10月1日のダイヤ改正で水海道発下館行きの最終列車が1時間遅くなり（21時台→22時台）、折り返し下館発の最終も22時台から23時台に繰り下がった。これによって水戸線の水戸・小山方面両方向から下館駅に到着する最終電車から下妻行きの最終列車に乗り換え可能になった。

### 快速列車
2005年8月24日から運行を開始した。運転開始当初は朝に上り3本、夕に下り3本の計3往復。2005年12月10日のダイヤ改正で1日6往復に増発され、運行時間帯が日中にも拡大した。平日朝・夕のみ取手駅 - 下館駅間を直通運転し、それ以外の時間帯および土休日は守谷駅 - 下館駅間で運行されるほか、早朝に下妻発下館行が1日1便運行されている時期もあった。全線を直通する列車も含め取手駅 - 守谷駅間は各駅に停車する。守谷駅 - 下館駅間の最短所要時間は44分で、守谷でつくばエクスプレスに乗り換えることができるため、守谷以北では常総線経由で東京へ向かう時間が大幅に短縮された。ただ水海道駅 - 下館駅間からの旅客増加には成功したが、大幅な収益増につながる数値ではない。
快速といえど、先行する普通列車を途中駅で待避させての追い抜きは行わない。ただし守谷駅は追い抜き対応に改良されているほか、石下駅にも待避線を設置するスペースが準備されている。通過駅を通過する際にポイントの速度制限があり、その都度減速をしている。これを改善するため、2007年度に大宝駅へ行き違い設備の新設を行ったほか、2009年度には単線区間各駅の同時進入改良工事が実施されているが、さらなる高速化と多頻度化を求める声は多い。2011年度以降、新車投入や設備改良を行い、終日概ね毎時上下どちらか1本の1日10往復を目標に増発する計画がある。
- 停車駅：取手 - 《この間各駅停車》 - 守谷 - 水海道 - 石下 - 下妻 - 下館
- 運行本数：上り6本、下り6本
- 使用車両：キハ2100形、キハ2200形、キハ2300形、キハ2400形、キハ5000形、キハ5010形、キハ5020形
- 設定目的
  1. 下館 - 小山経由で東京に出ていた利用者を常総線からつくばエクスプレスやJR常磐線利用で下館 - 守谷 - 秋葉原及び下館 - 取手 - 上野のルートに集客させること。
  2. スピードアップによりマイカー通勤から列車通勤への移行を促すこと。

## 利用状況

### つくばエクスプレス開業後の旅客動向
つくばエクスプレス開業以前、常総線内各駅から東京方面へ向かう際は、取手駅でJR常磐線に乗り継ぐのが一般的なルートであり、取手駅の乗降客数は線内最多で、最盛期には3万人近くであった。現在は1万人ほどとなっている。輸送密度が最も高い区間も取手 - 西取手間であり、上り列車は取手駅に近づくにつれて車内が混雑し、下り列車は取手駅から遠ざかるほど車内が閑散としていくピラミッド型の通勤路線であった。
つくばエクスプレス開業後、取手駅一辺倒であった利用者は、つくばエクスプレス線との接続駅である守谷駅との間で分散したが、都心への所要時間が短く（つくばエクスプレス快速＝秋葉原 - 守谷間約30分、JR常磐線快速＝上野 - 取手間約40分）、ターミナルもより都心部に近いつくばエクスプレス線を利用する流れが強まっている。現在の乗降客数トップは守谷駅となっている。
この結果、従来守谷駅付近から常総線と常磐線で都心に向かっていた利用者をつくばエクスプレスに奪われたほか、守谷 - 取手間だけ常総線の乗車距離が短くなった分、トータルで減収となるため、ワンマン化・運賃値上げや、快速の設定で水海道 - 下館間からの利用者の掘り起こしをはかるなどの対応策を打ち出している。

### 輸送実績
常総線の近年の輸送実績を下表に記す。
表中、輸送人員の単位は万人。輸送人員は年度での値。表中、最高値を赤色で、最高値を記録した年度以降の最低値を青色で、最高値を記録した年度以前の最低値を緑色で表記している。
| 年度別輸送実績     | 年度別輸送実績                  | 年度別輸送実績                  | 年度別輸送実績                  | 年度別輸送実績                  | 年度別輸送実績  | 年度別輸送実績 |
| 年 度              | 輸送実績（乗車人員）：万人/年度 | 輸送実績（乗車人員）：万人/年度 | 輸送実績（乗車人員）：万人/年度 | 輸送実績（乗車人員）：万人/年度 | 輸送密度 人/1日 | 特 記 事 項    |
| ------------------ | ------------------------------- | ------------------------------- | ------------------------------- | ------------------------------- | --------------- | -------------- |
| 年 度              | 通勤定期                        | 通学定期                        | 定 期 外                        | 合 計                           | 輸送密度 人/1日 | 特 記 事 項    |
| 1975年（昭和50年） | 398.6                           | 226.2                           | 337.2                           | 962.0                           | 5,151           |                |
| 1976年（昭和51年） | 411.3                           | 207.0                           | 328.3                           | 946.6                           | 4,931           |                |
| 1977年（昭和52年） | 413.9                           | 198.4                           | 345.7                           | 958.1                           | 4,866           |                |
| 1978年（昭和53年） | 422.7                           | 192.7                           | 336.3                           | 951.8                           | 4,734           |                |
| 1979年（昭和54年） | 429.1                           | 179.9                           | 347.4                           | 956.5                           | 4,676           |                |
| 1980年（昭和55年） | 445.8                           | 181.9                           | 357.4                           | 985.1                           | 4,714           |                |
| 1981年（昭和56年） | 453.2                           | 183.4                           | 346.8                           | 983.5                           | 4,641           |                |
| 1982年（昭和57年） | 467.9                           | 177.5                           | 351.4                           | 996.8                           | 4,707           |                |
| 1983年（昭和58年） | 479.7                           | 172.8                           | 350.3                           | 1002.8                          | 4,702           |                |
| 1984年（昭和59年） | 465.3                           | 171.5                           | 339.1                           | 976.0                           | 4,518           |                |
| 1985年（昭和60年） | 459.6                           | 173.5                           | 357.0                           | 990.1                           | 4,563           |                |
| 1986年（昭和61年） | 460.6                           | 194.7                           | 342.1                           | 997.4                           | 4,600           |                |
| 1987年（昭和62年） | 469.1                           | 204.8                           | 332.8                           | 1006.7                          | 4,607           |                |
| 1988年（昭和63年） | 499.5                           | 214.5                           | 355.5                           | 1069.5                          | 4,806           |                |
| 1989年（平成元年） | 529.2                           | 230.5                           | 378.3                           | 1138.0                          | 5,107           |                |
| 1990年（平成2年）  | 555.6                           | 262.7                           | 402.8                           | 1221.1                          | 5,467           |                |
| 1991年（平成3年）  | 594.9                           | 286.6                           | 441.0                           | 1322.5                          | 5,915           |                |
| 1992年（平成4年）  | 624.5                           | 295.3                           | 453.6                           | 1373.5                          | 6,178           |                |
| 1993年（平成5年）  | 623.4                           | 304.4                           | 470.0                           | 1397.8                          | 6,299           |                |
| 1994年（平成6年）  | 622.3                           | 313.9                           | 470.1                           | 1406.3                          | 6,398           |                |
| 1995年（平成7年）  | 621.8                           | 315.9                           | 477.8                           | 1415.5                          | 6,425           |                |
| 1996年（平成8年）  | 616.0                           | 306.5                           | 473.5                           | 1396.0                          | 6,353           |                |
| 1997年（平成9年）  | 610.0                           | 296.9                           | 464.2                           | 1371.1                          | 6,246           |                |
| 1998年（平成10年） | 606.6                           | 293.9                           | 447.6                           | 1348.1                          | 6,085           |                |
| 1999年（平成11年） | 580.9                           | 286.9                           | 411.7                           | 1279.5                          | 5,686           |                |
| 2000年（平成12年） | 573.2                           | 274.2                           | 403.7                           | 1251.1                          | 5,537           |                |
| 2001年（平成13年） | 559.7                           | 260.0                           | 400.6                           | 1220.3                          | 5,389           |                |
| 2002年（平成14年） | 533.3                           | 243.5                           | 395.7                           | 1172.5                          | 5,188           |                |
| 2003年（平成15年） | 509.8                           | 241.1                           | 399.6                           | 1150.5                          | 5,125           |                |
| 2004年（平成16年） | 500.6                           | 239.0                           | 405.5                           | 1145.1                          | 5,186           |                |
| 2005年（平成17年） |                                 |                                 |                                 | 1094.5                          |                 |                |
| 2006年（平成18年） |                                 |                                 |                                 | 1043.1                          |                 |                |
| 2007年（平成19年） |                                 |                                 |                                 | 1051.9                          |                 |                |
| 2008年（平成20年） |                                 |                                 |                                 | 1039.2                          |                 |                |
| 2009年（平成21年） | 425.4                           | 184.0                           | 379.2                           | 988.6                           | 3,680           |                |
| 2010年（平成22年） |                                 |                                 |                                 | 945.8                           |                 |                |
| 2011年（平成23年） |                                 |                                 |                                 | 916.3                           |                 |                |
| 2012年（平成24年） | 393.2                           | 184.5                           | 371.6                           | 949.3                           | 3,592           |                |
| 2013年（平成25年） | 400.9                           | 186.6                           | 374.9                           | 962.4                           | 3,625           |                |
| 2014年（平成26年） | 427.1                           | 195.2                           | 368.3                           | 990.6                           | 3,708           |                |
| 2015年（平成27年） | 424.2                           | 199.3                           | 365.7                           | 989.2                           | 3,586           |                |
| 2016年（平成28年） | 418.0                           | 200.3                           | 373.6                           | 991.9                           | 3,759           |                |
| 2017年（平成29年） | 423.2                           | 199.7                           | 377.6                           | 1000.5                          | 3,841           |                |
| 2018年（平成30年） | 428.2                           | 205.7                           | 386.6                           | 1020.4                          | 3,897           |                |
| 2019年（令和元年） | 446.6                           | 211.7                           | 377.5                           | 1035.8                          | 3,883           |                |
| 2020年（令和2年）  | 377.4                           | 141.4                           | 250.8                           | 769.5                           | 2,770           |                |
| 2021年（令和3年）  | 370.7                           | 177.6                           | 285.4                           | 833.7                           | 3,105           |                |

### 収入実績
常総線の近年の収入実績を下表に記す。表中、収入の単位は千円。数値は年度での値。表中、最高値を赤色で、最高値を記録した年度以降の最低値を青色で、最高値を記録した年度以前の最低値を緑色で表記している。
| 年度別収入実績     | 年度別収入実績          | 年度別収入実績          | 年度別収入実績          | 年度別収入実績          | 年度別収入実績          | 年度別収入実績     | 年度別収入実績   |
| 年 度              | 旅客運賃収入：千円/年度 | 旅客運賃収入：千円/年度 | 旅客運賃収入：千円/年度 | 旅客運賃収入：千円/年度 | 旅客運賃収入：千円/年度 | 運輸雑収 千円/年度 | 総合計 千円/年度 |
| ------------------ | ----------------------- | ----------------------- | ----------------------- | ----------------------- | ----------------------- | ------------------ | ---------------- |
| 年 度              | 通勤定期                | 通学定期                | 定 期 外                | 手小荷物                | 合 計                   | 運輸雑収 千円/年度 | 総合計 千円/年度 |
| 1975年（昭和50年） | 540,062                 | ←←←←                    | 599,708                 | 8,461                   | 1,148,231               | 47,622             | 1,195,853        |
| 1976年（昭和51年） | 662,640                 | ←←←←                    | 723,645                 | 9,524                   | 1,395,759               | 46,406             | 1,442,215        |
| 1977年（昭和52年） | 670,711                 | ←←←←                    | 746,877                 | 10,919                  | 1,428,508               | 54,848             | 1,483,357        |
| 1978年（昭和53年） | 782,668                 | ←←←←                    | 867,746                 | 8,547                   | 1,658,962               | 56,118             | 1,715,081        |
| 1979年（昭和54年） | 809,526                 | ←←←←                    | 886,973                 | 9,578                   | 1,706,077               | 54,430             | 1,760,507        |
| 1980年（昭和55年） | 817,927                 | ←←←←                    | 879,388                 | 7,485                   | 1,704,801               | 58,643             | 1,763,445        |
| 1981年（昭和56年） | 910,061                 | ←←←←                    | 963,676                 | 4,111                   | 1,877,848               | 66,597             | 1,944,446        |
| 1982年（昭和57年） | 968,233                 | ←←←←                    | 985,993                 | 2,352                   | 1,956,578               | 64,759             | 2,021,336        |
| 1983年（昭和58年） | 1,033,447               | ←←←←                    | 1,047,359               | 2,157                   | 2,082,963               | 68,984             | 2,151,946        |
| 1984年（昭和59年） | 1,047,155               | ←←←←                    | 1,059,265               | 0                       | 2,106,420               | 67,661             | 2,174,080        |
| 1985年（昭和60年） | 1,029,243               | ←←←←                    | 1,122,603               | 0                       | 2,151,846               | 70,832             | 2,222,678        |
| 1986年（昭和61年） | 1,102,092               | ←←←←                    | 1,101,391               | 0                       | 2,203,483               | 70,945             | 2,274,428        |
| 1987年（昭和62年） | 838,327                 | 332,689                 | 1,101,016               | 0                       | 2,272,367               | 113,888            | 2,386,255        |
| 1988年（昭和63年） | 876,393                 | 357,710                 | 1,143,715               | 0                       | 2,377,818               | 113,324            | 2,491,142        |
| 1989年（平成元年） | 935,994                 | 382,267                 | 1,212,517               | 0                       | 2,530,778               | 113,202            | 2,643,980        |
| 1990年（平成2年）  | 989,151                 | 422,836                 | 1,296,960               | 0                       | 2,708,947               | 122,323            | 2,831,270        |
| 1991年（平成3年）  | 1,074,057               | 456,092                 | 1,421,827               | 0                       | 2,951,976               | 131,904            | 3,083,880        |
| 1992年（平成4年）  | 1,130,253               | 478,368                 | 1,465,059               | 0                       | 3,073,680               | 128,838            | 3,202,518        |
| 1993年（平成5年）  | 1,126,374               | 505,306                 | 1,493,693               | 0                       | 3,125,373               | 133,877            | 3,259,250        |
| 1994年（平成6年）  | 1,127,897               | 530,836                 | 1,658,733               | 0                       | 3,158,867               | 138,459            | 3,297,326        |
| 1995年（平成7年）  | 1,124,677               | 542,215                 | 1,511,556               | 0                       | 3,178,448               | 143,248            | 3,321,696        |
| 1996年（平成8年）  | 1,112,099               | 524,251                 | 1,506,540               | 0                       | 3,142,890               | 150,927            | 3,293,817        |
| 1997年（平成9年）  | 1,102,850               | 513,359                 | 1,473,753               | 0                       | 3,089,962               | 150,611            | 3,240,573        |
| 1998年（平成10年） | 1,102,455               | 502,545                 | 1,402,277               | 0                       | 3,007,277               | 150,234            | 3,157,511        |
| 1999年（平成11年） | 1,042,551               | 491,190                 | 1,269,213               | 0                       | 2,802,954               | 129,523            | 2,932,477        |
| 2000年（平成12年） | 1,026,265               | 474,849                 | 1,232,171               | 0                       | 2,733,285               | 133,794            | 2,867,079        |
| 2001年（平成13年） | 998,374                 | 452,741                 | 1,220,060               | 0                       | 2,671,175               | 122,032            | 2,793,207        |
| 2002年（平成14年） | 954,639                 | 428,706                 | 1,205,559               | 0                       | 2,588,904               | 115,774            | 2,704,678        |
| 2003年（平成15年） | 925,046                 | 430,384                 | 1,205,067               | 0                       | 2,560,497               | 117,646            | 2,678,143        |
| 2004年（平成16年） | 922,177                 | 429,008                 | 1,228,856               | 0                       | 2,580,041               | 120,864            | 2,700,905        |
| 2005年（平成17年） |                         |                         |                         |                         |                         |                    |                  |
| 2006年（平成18年） |                         |                         |                         |                         |                         |                    |                  |
| 2007年（平成19年） |                         |                         |                         |                         |                         |                    |                  |

### 混雑率・集中率
2020年度の最混雑区間は西取手駅→取手駅（7:20-8:20）で、混雑率は50%である。
| 年度               | 最混雑区間輸送実績 | 最混雑区間輸送実績 | 最混雑区間輸送実績    | 最混雑区間輸送実績 | 最混雑区間輸送実績 | 最混雑区間輸送実績 | 特記事項             |
| 年度               | 時間帯             | 運転本数           | 輸送力（1両当り）：人 | 輸送量：人         | 混雑率             | 集中率             | 特記事項             |
| ------------------ | ------------------ | ------------------ | --------------------- | ------------------ | ------------------ | ------------------ | -------------------- |
| 1989年（平成元年） | 7時-               | 4両×5本 3両×2本    | 3510(135)             | 4779               | 136%               | 41%                |                      |
| 1996年（平成8年）  | 7:14-              | 4両×8本            | 4544(138)             | 5600               | 123%               | 36%                |                      |
| 2002年（平成14年） | 7:10-              | 4両×8本            | 4480(140)             | 4332               | 97%                | 32%                |                      |
| 2005年（平成17年） |                    |                    |                       |                    |                    |                    | 首都圏新都市鉄道開業 |

## 車両
- 常総線で運用される車両はすべてステップレスとなっている。キハ2100形以降は床がフルフラットに、キハ0・310形は緩やかなスロープが付いている。元国鉄キハ30系のキハ100・300・350形については入線時にステップを鋼板で塞ぎ、緩やかなスロープを付けている。
- 片側3ドア・20m車を基本としている。
- 2両編成は車番が下館方に奇数番号、取手方に偶数番号となるように組成されている。番号は原則として連番となっているが、検査の関係で組み合わせが崩れることもある。
（例）←下館 キハ2101+キハ2102 取手→
- ワンマン車両には、LEDの車内駅名案内表示装置と自動音声合成装置（音声案内）を装備している。

### 2両編成
料金箱や整理券発券機などは設置されていないものの、運用される車両はすべてワンマンおよび快速運転に対応している。2005年8月24日のダイヤ改正で水海道駅 - 下館駅間への車掌乗務（ツーマン）による直通運用が増加している。ただし快速列車についてはワンマン運転となっている。その後同年12月10日のダイヤ改正では利用実態に応じ2両編成の水海道駅 - 下館駅間への直通が減少している。

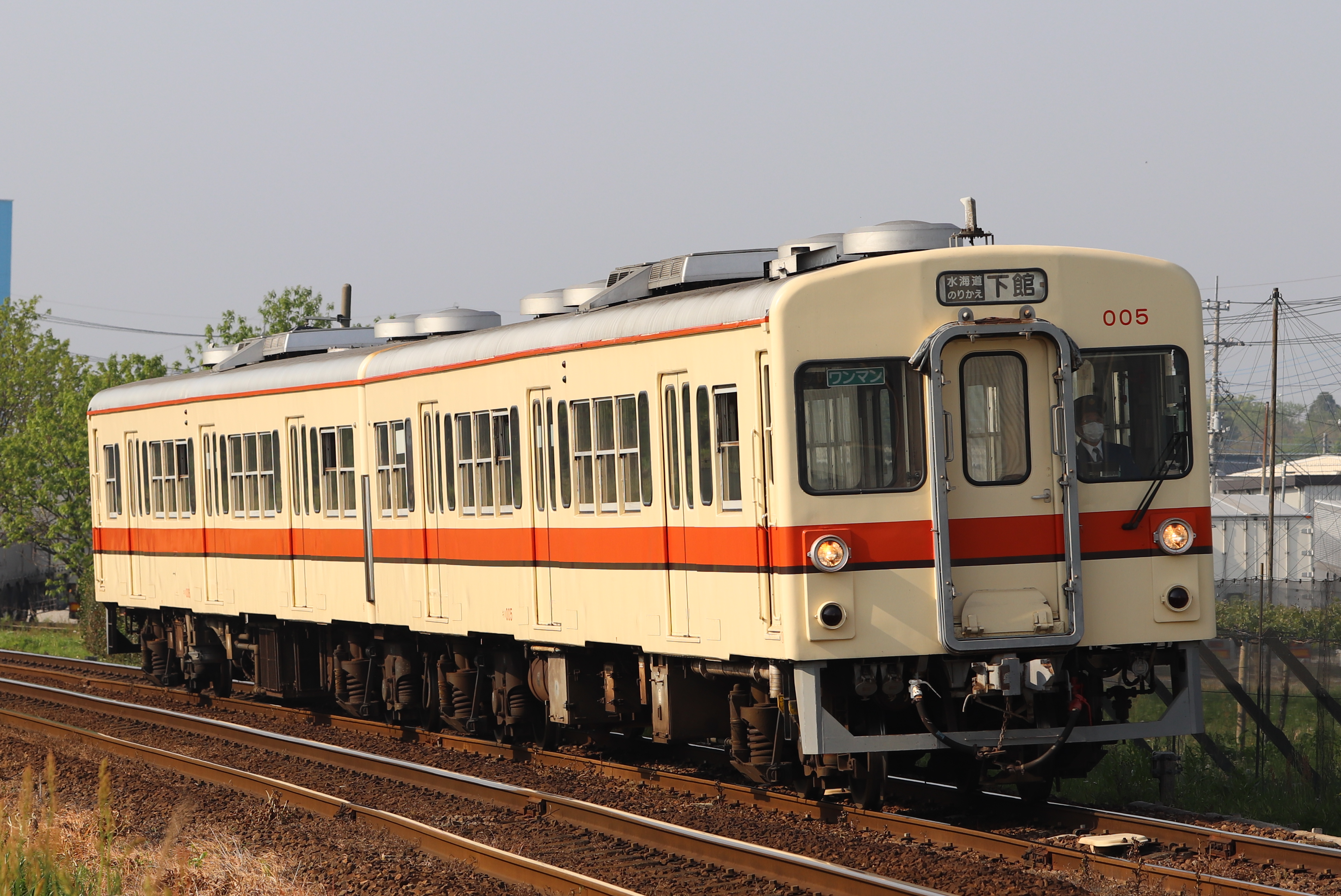
キハ0形
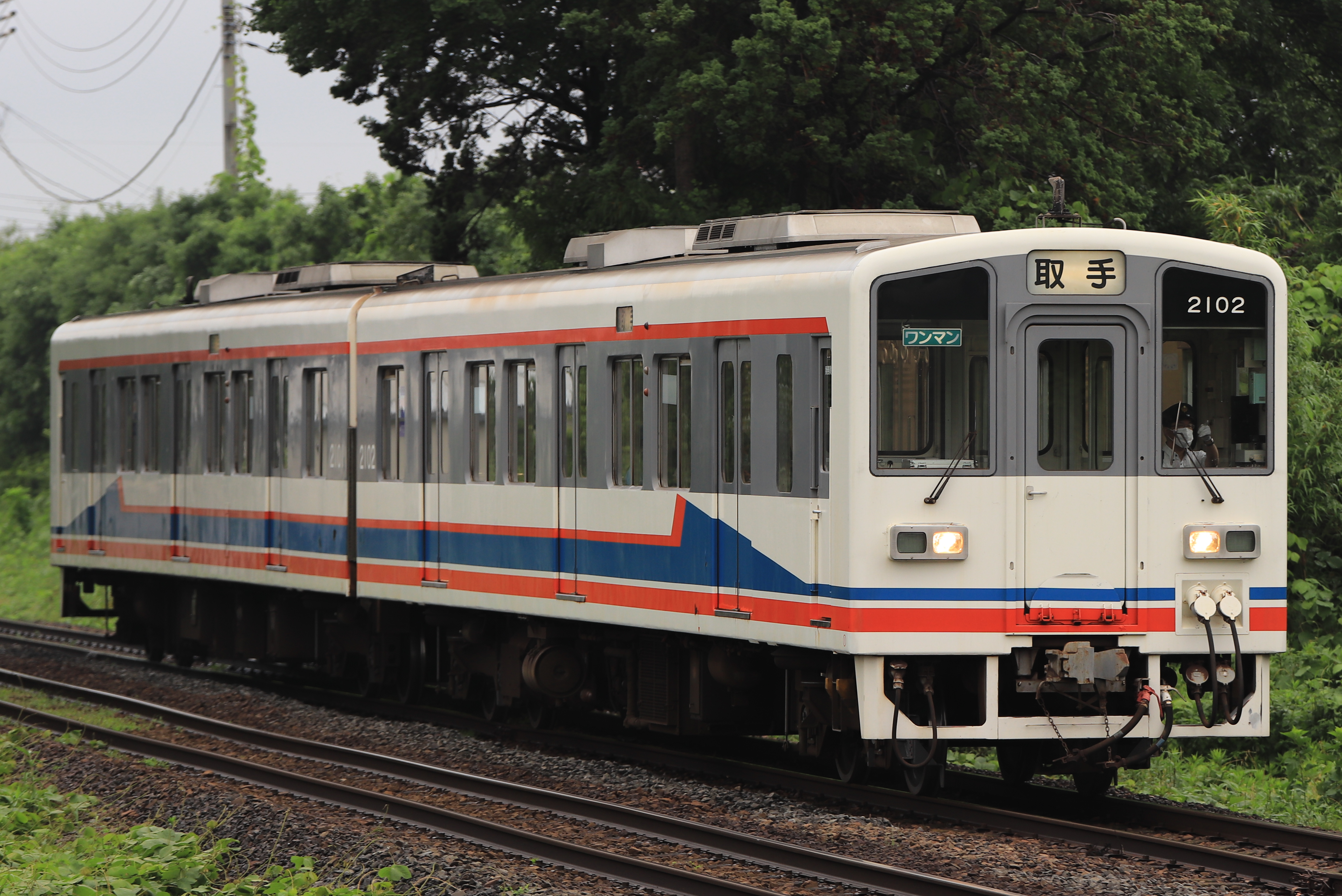
キハ2100形KaNaC塗装
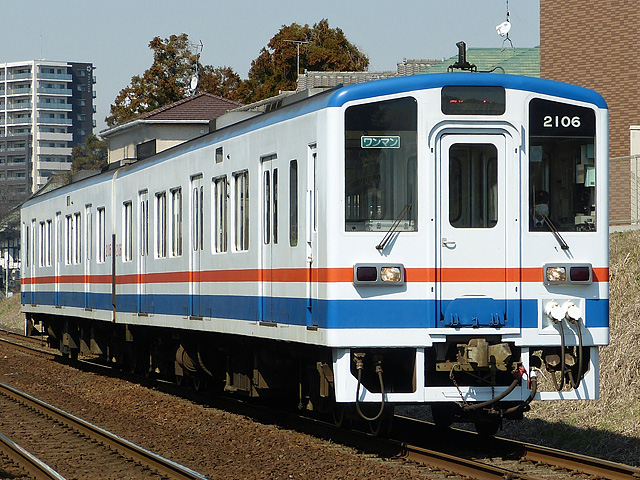
キハ2100形新塗装車
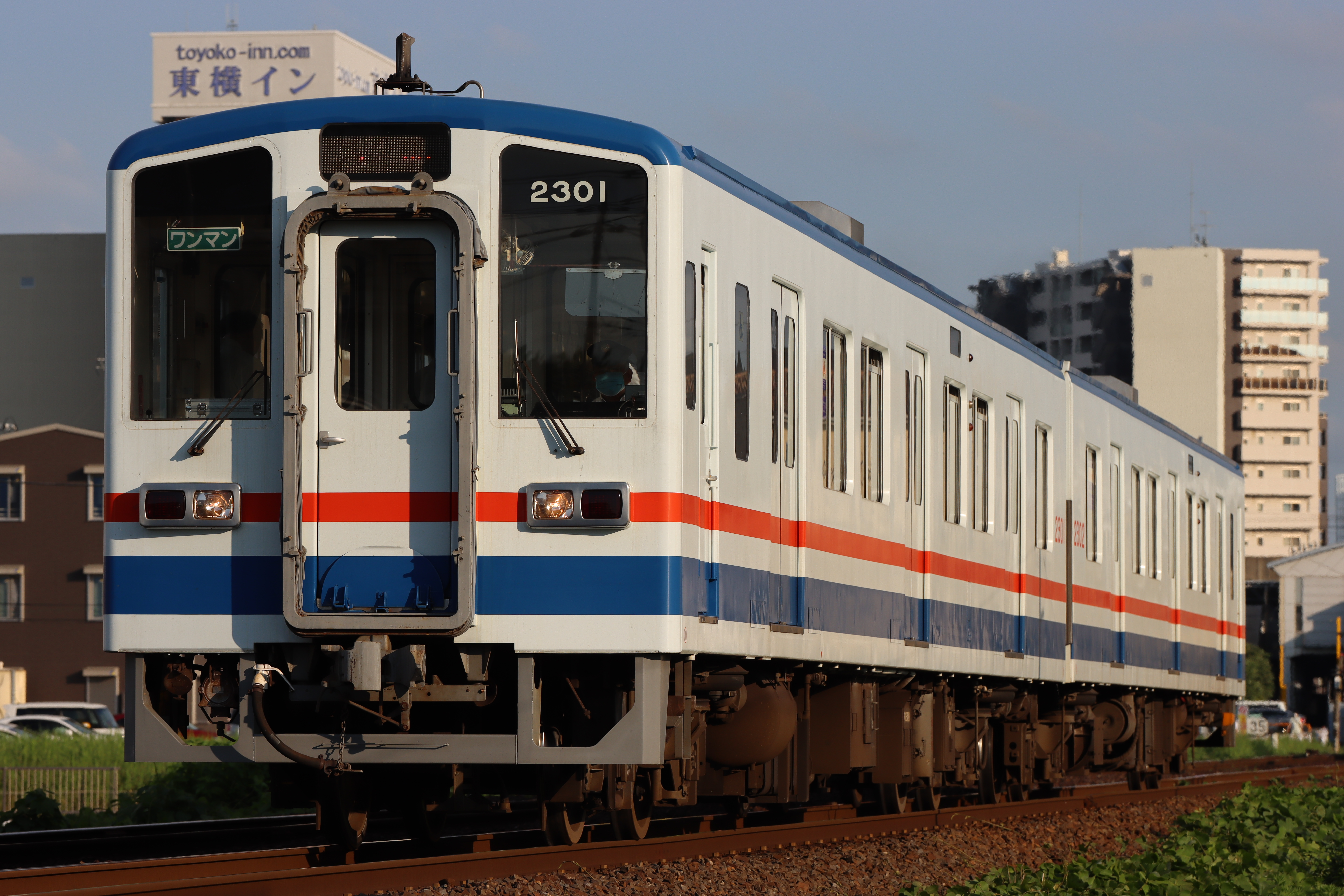
キハ2300形

キハ0形

元国鉄キハ20系気動車の車体新製車。新潟鐵工所製の001 - 008の8両が在籍。履歴上は新製扱い。後述のキハ310形と形態的に似ているが、側ドアがステンレス化されて窓が大きくなったほか、乗務員室ドア脇の雨樋が埋め込まれ、貫通路に幌が付くなどの違いがあった。前頭部の貫通路は在来車と同じく手摺のみであった。キハ900形以来久しぶりに行先表示器が前面に取り付けられている。取手駅列車衝突事故後に貫通路脇の手摺の使用をやめ、その代わりとして幌による連結に改造されたため、前面の印象が変わった。さらにワンマン運転に向けてワンマン化改造が施され、各ドア上部にLEDの駅名案内表示器が新設された。新製時から001+002といった固定編成で組成され、半永久連結器での連結を基本とするが、3両編成に組成される場合は非運転台側の連結器を密着自動連結器に交換の上、組成される。
キハ2100形

新潟鉄工所製の自社発注車（1993年、1995年 - 1996年）。2101 - 2112の12両。自動空気ブレーキを使用しているため、在来車と併結可。2次車(2105 - 2108)以降はLED式方向幕を装備、側ドアのドアエンジンもコンパクト化されたほか、冷房の吹き出し口の増設や乗務員室扉下にルーバー新設など細部が変更されている。常総線で初めて車いすスペースが設けられた。その後、ワンマン化改造に伴い、各ドア上部にLEDの駅名案内表示器が新設された。
キハ2300形

新潟鉄工所製の自社発注車（2000年 - 2002年）。2301 - 2310の10両。基本仕様は2100形に準ずるが、電気指令式ブレーキを装備しているため、在来の他形式とは併結できない。外観上は運転席側面の小窓の有無で区別できる。その後、ワンマン化改造に伴い、各ドア上部にLEDの駅名案内表示器が新設された。ただし、3次車（2309・2310）は新製時よりワンマン運転対応である。

### 1両編成
すべて両運転台のワンマン車両で、車内に料金箱や整理券発券機などを有する。かつては水海道駅 - 下館駅間の限定運用であったが、つくばエクスプレス開業後に守谷駅まで乗り入れるようになり、2017年3月4日以降の日中は取手駅まで運行している。

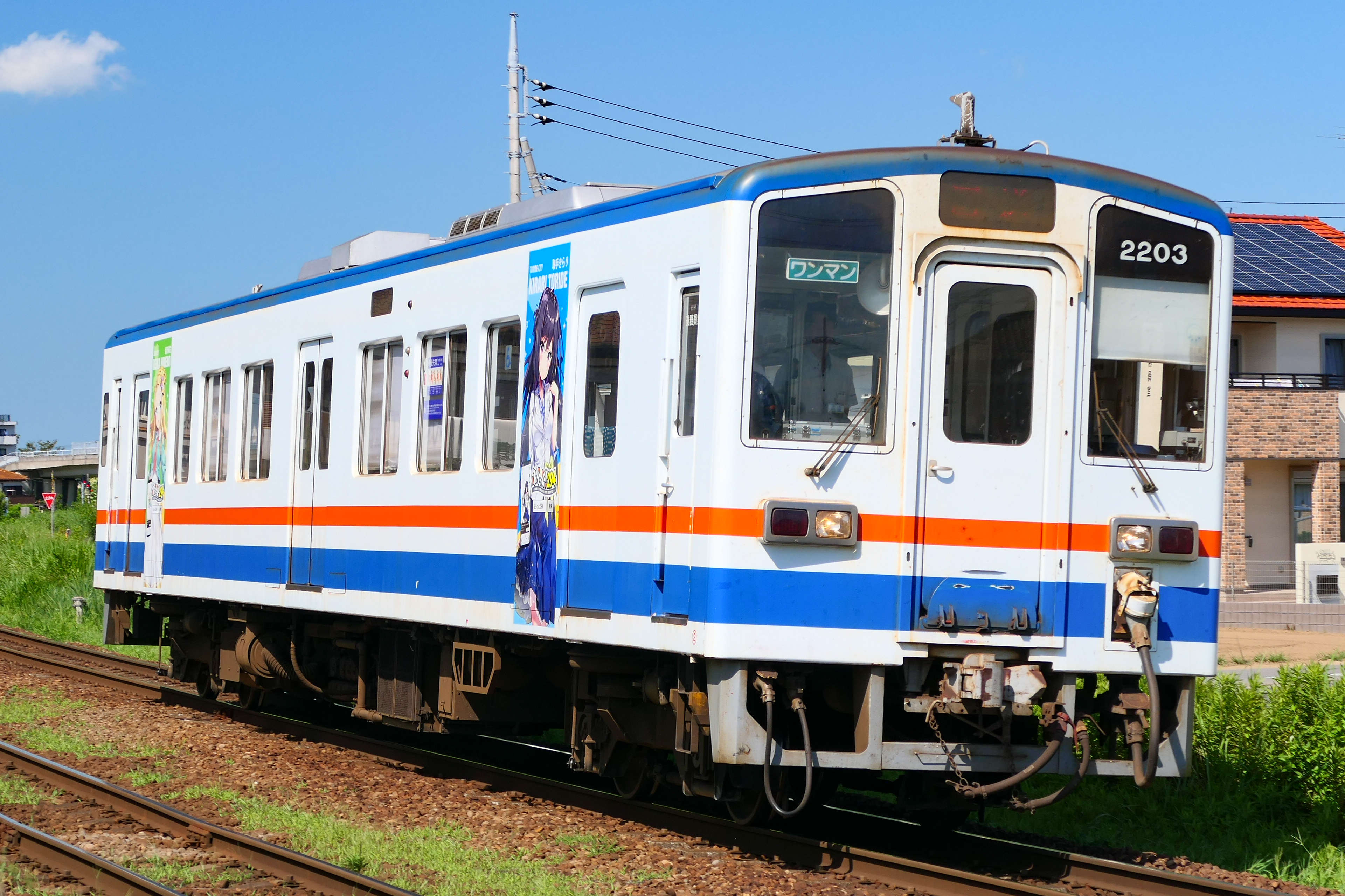
キハ2200形
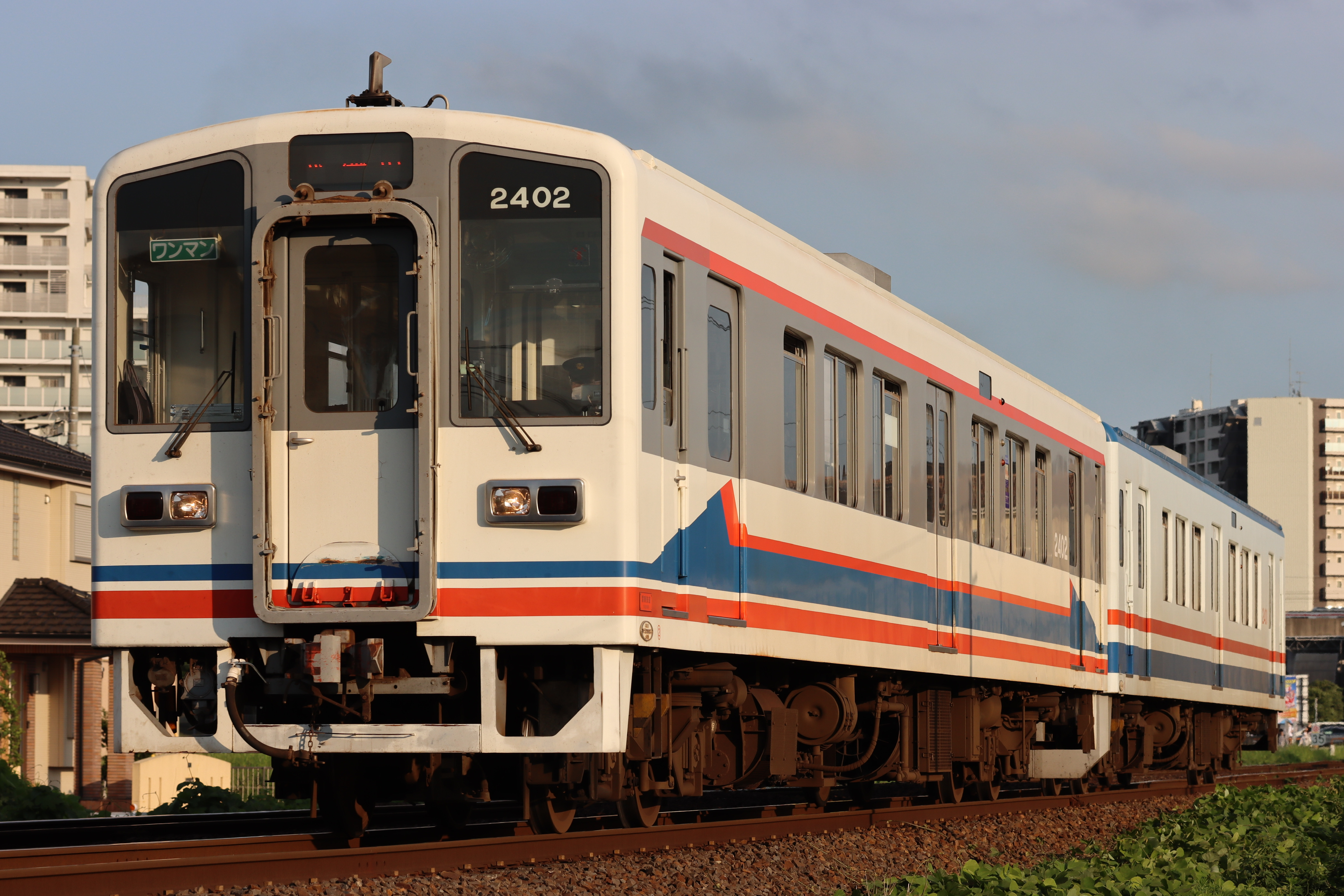
キハ2400形KaNaC塗装
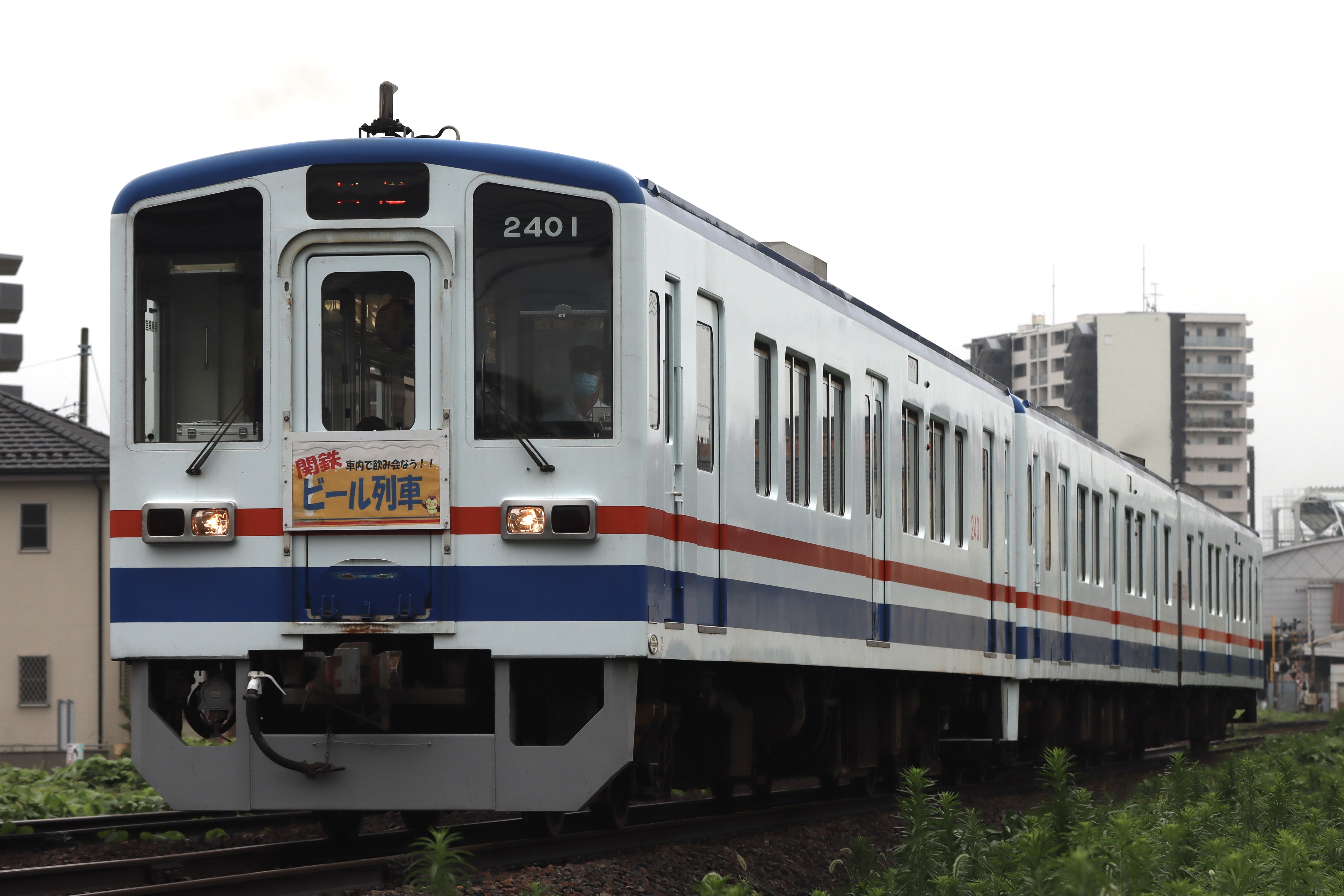
キハ2400形新塗装
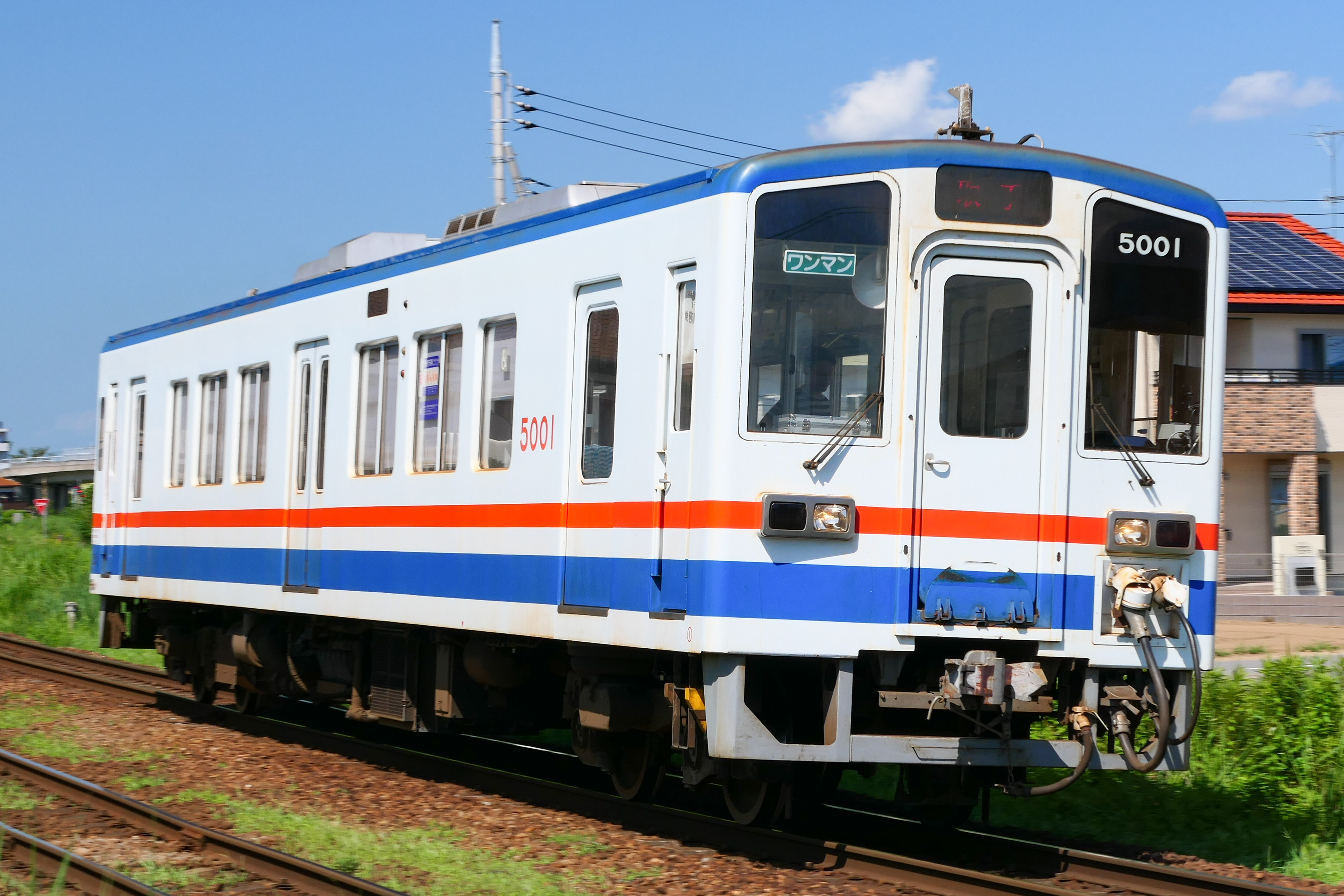
キハ5000形
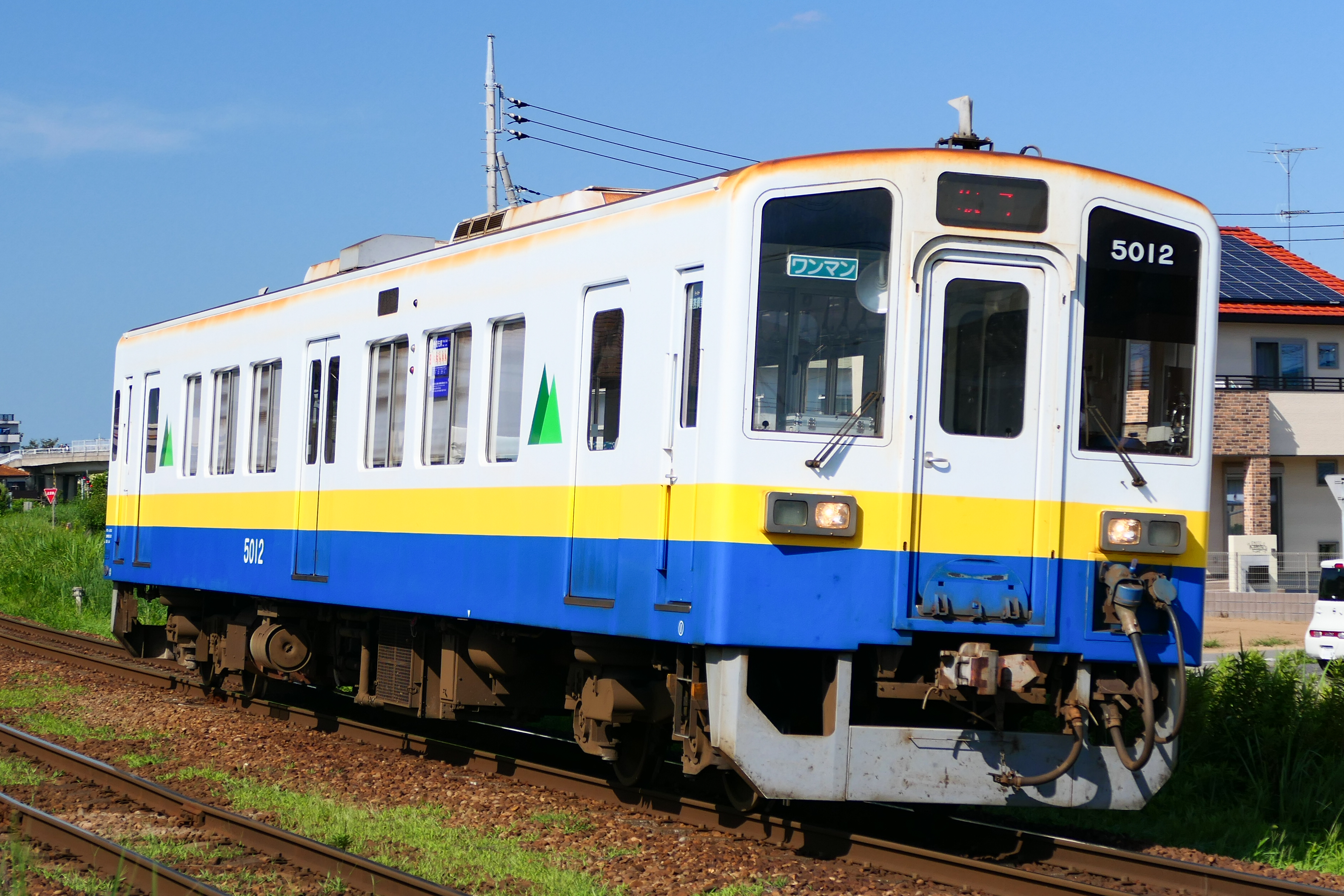
キハ5010形
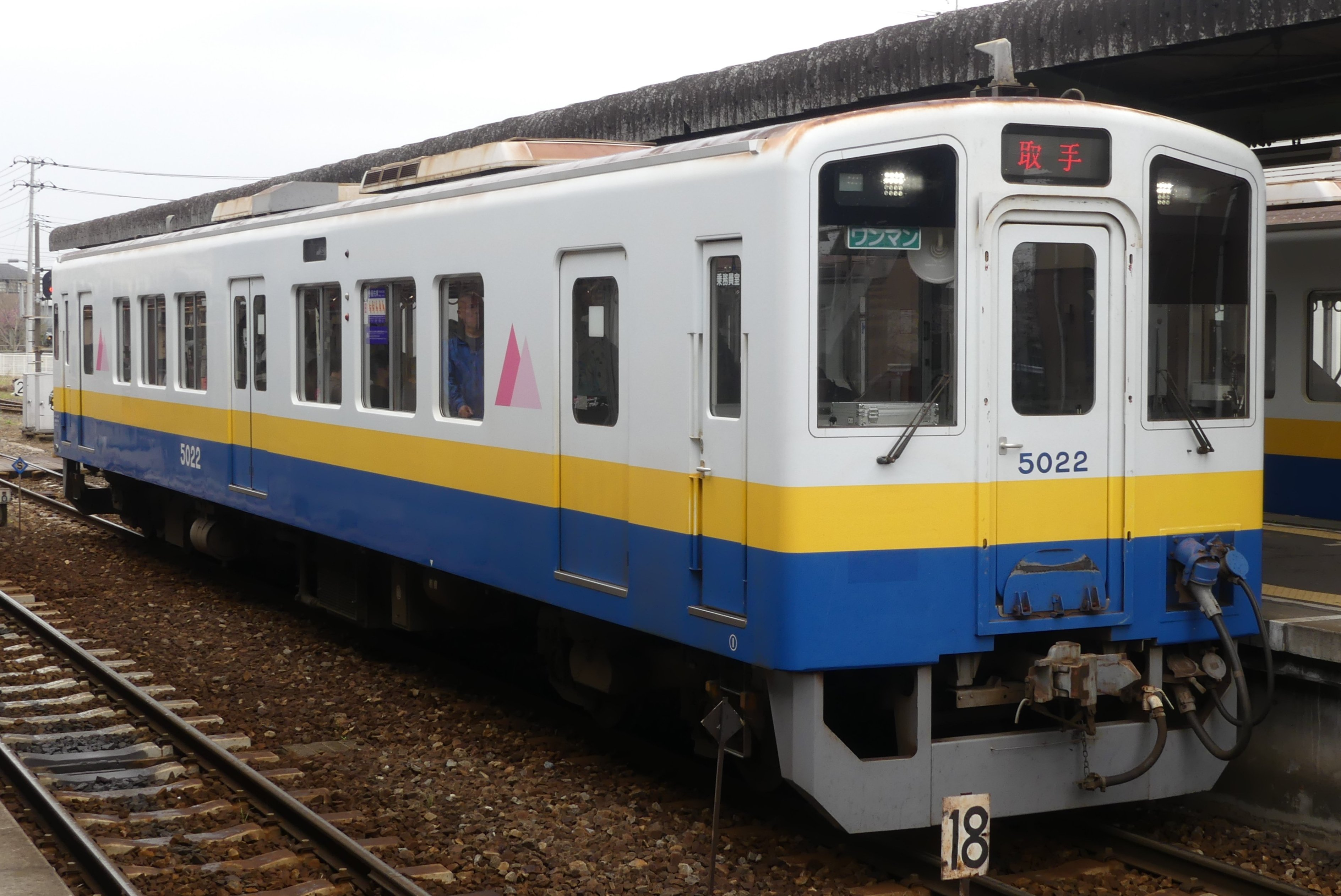
キハ5020形

キハ2200形

新潟鐵工所製の自社発注車。2201 - 2204の4両。単線区間の無人駅では前ドア1か所が乗降口となるため、運賃収受をしやすくするため車端部の扉を片開きとし、乗務員室側に寄せている。快速運転対応。
キハ2400形

新潟トランシス製の自社発注車（2004年 - ）。2401 - 2406の6両。キハ2200形をベースに、電気指令式ブレーキ化や、保安ブレーキの二重化のほか、新製時より各ドア上部に駅名案内装置を設置した両運転台の車両。快速運転対応。
キハ5000形

新潟トランシス製の自社発注車（2009年 - ）。5001 - 5004の4両が在籍。キハ2400形をベースに、新型エンジンや台車、塗装の変更など、従来車と差別化を図った。快速運転対応。
キハ5010形

2016年度に2両を導入。新潟トランシスにて製造の両運転台車。2017年2月25日より営業運転を開始。
キハ5020形
2018年度に2両を導入。新潟トランシスにて製造の両運転台車。2019年3月3日より営業運転を開始。鹿島臨海鉄道8000形気動車と同様、前部標識灯が上部になった。

### 機関車
DD502形

日本車輌製の自社発注車。DD502の1両。セミセンターキャブのロッド式ディーゼル機関車。昭和49年の貨物営業廃止後は、取手 - 水海道間の複線化工事に伴う貨車の牽引、下館 - 水海道車両基地間の譲渡車両・新製車両の回送に用いられており、稼働することは少なくなっている。このほか、臨時のイベント列車を牽引するほか、水海道車両基地内での体験乗車などにも用いられている。
関東鉄道グループのロッド式ディーゼル機関車として、他に筑波鉄道にセンターキャブのDD501形（新三菱重工製）、鹿島鉄道にセンターキャブのDD901形（日本車輌製）があった。

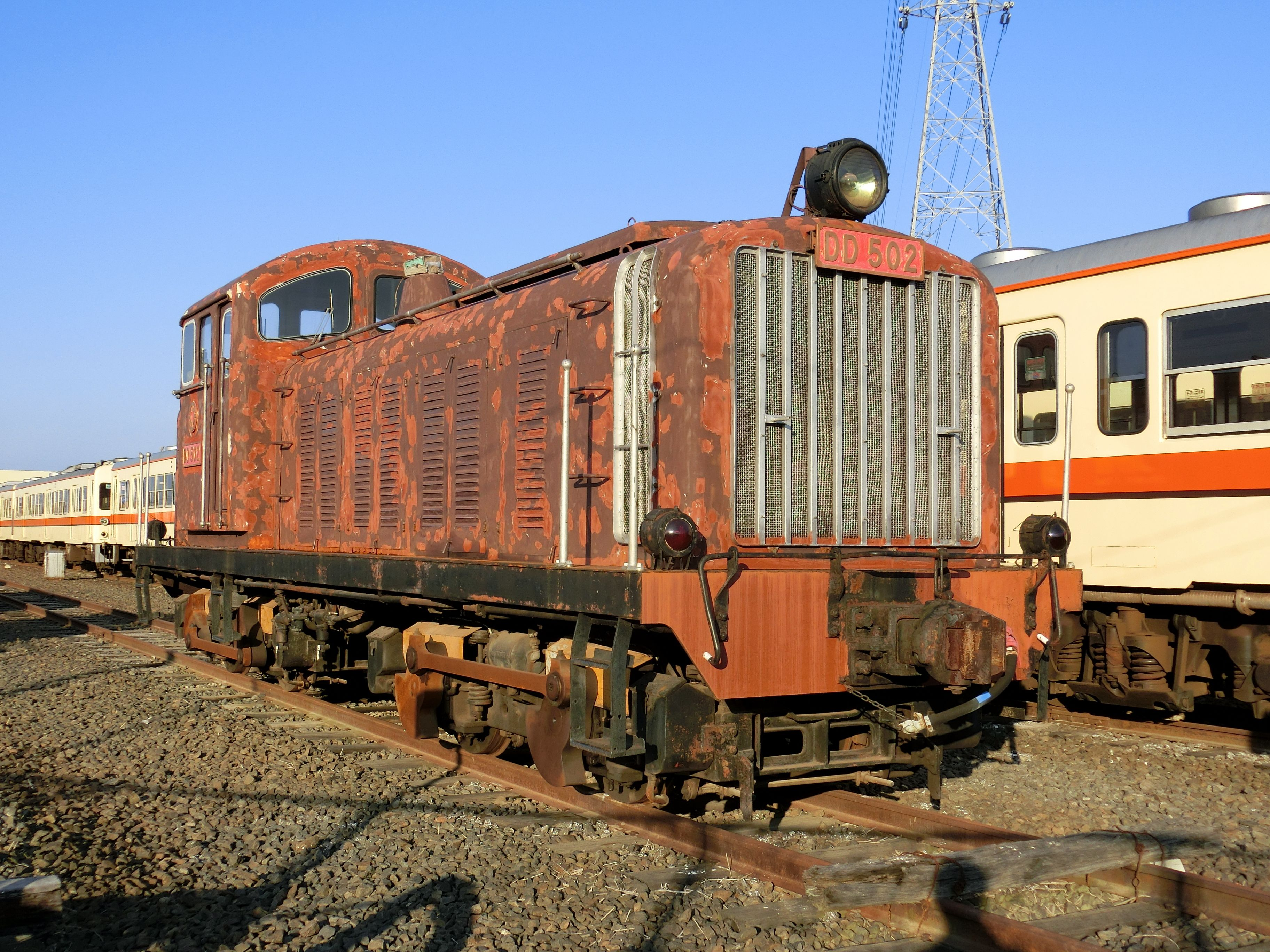
DD502形

### 過去の車両
常総筑波鉄道の時代の1950年代から気動車導入を本格推進し、関東鉄道成立後に至るまで、自社発注車・国鉄払下げ車・客車や電車の改造など様々な手段で気動車を調達。特に常総線は東京に最も至近な路線であることから、輸送力増強策として総括制御の大型気動車投入が積極推進され、小田急電鉄や南海電気鉄道からは、平坦線では持て余されることの多い長距離用の2エンジン気動車まで調達して無動力トレーラをけん引できる通勤仕様に改造した。1950年代-1960年代の気動車導入の旺盛さでは関西・滋賀県の江若鉄道と並び称される存在で、中古車の払下げ調達ではしばしば競合したという。1969年の江若鉄道線廃止時には同社からも中古車を大量購入している。

#### 自社発注車
キハ42002形からキハ900形はすべて常総筑波鉄道時代に日本車輌製造東京支店で新製された車両である。いずれも「バス窓」で製造された。キハ500・800・900形は製造時からステップは取付けられていなかった。
- キハ42002形(42002)：1955年に1両のみ製造された正面2枚窓・両運転台車。バス窓3扉の軽快な車体と、オールコイルばねの新型台車を持つが、駆動系は国鉄キハ42500形類似。当初は機械式であったが1965年に総括制御・片運転台化されキハ703形(703)に改番。元国鉄キハ42000形であるキハ704形（やはり片運転台化、703から切断した運転台前面を装着する珍しい改造を受けた）と編成を組んでいた。晩年はステップを撤去し、車体中央のドアを両開きに改造した上で使用されていた。
- キハ48000形(48001・48002)：1957年製造の両運転台車で、常総筑波で初の液体変速機搭載車になったが総括制御ができず、総括制御仕様になったのは1961年。新製当初はクロスシートで、同年7月から新設の常総筑波特急「しもだて」に投入。当時の路線最高速度は75km/hに過ぎなかったが、下妻のみ停車のダイヤで常総線全線を60分で走破した（この速度は1960年代初頭には停車駅増加でダウン、以後の常総線規格向上を経てもこの列車を上回る速度の全線直通列車は現れていない）。のち1963年にロングシート化、キハ700形（701・702）に改番された。晩年はステップを撤去し、車体中央に両開ドアが増設されて3ドア車となっていた。
- キハ500形(501 - 502)：常総筑波鉄道近代化のため、1959年に5両が製造された[11]。両運転台の18m級気動車。乗降性を高めるため、ホーム打ち上げ工事を伴った低床化とステップ廃止を打ち出し、水平シリンダエンジンを採用、5両中2両には空気バネ台車を採用したことでも画期的であった。当初すべて筑波線に配置されたが、501・502がロングシート化して常総線に転入した。エンジンは当初バス用の日野DS-40Cであったが、後にDMH17Hに換装した。
- キハ800形(801 - 805)：1961年製造の両運転台の20m級気動車[11]。全車空気バネ台車を装備。1965年、全車ロングシート化して常総線に転入した。同型車として同和鉱業小坂鉄道（1994年旅客営業廃止）キハ2100形がある。
- キハ900形(901・902)：1963年製造の片運転台車[11]。前面形状が国鉄キハ35系気動車に類似する片開き3扉車。台車は空気バネ式。901+902の組み合わせで運用されることが多かったが、中間にキサハを入れて運用されることもあった。

- キハ11形(11・12)：梅鉢鉄工所製で、1927年9月27日竣工。常総鉄道初の内燃動車である。キハ11は1934年12月に上州鉄道に譲渡され、同社でキハ3となった。キハ12も1937年3月に竜崎鉄道に譲渡されている。
- キハ13形(13・14)：日本車輌製で、1929年6月24日竣工。キハ13は1934年3月に東野鉄道に譲渡され、同社のキハ30に、キハ14は1940年9月に北丹鉄道に譲渡され、同社のキハ101となった。
- キホハ51形(51・52)：1932年製。常総鉄道初のボギー式ガソリンカーである。
  - キホハ51→キハ51→キハ313（初代）→キサハ52
  - キホハ52→キハ52→キサハ51
- キホハ61形(61・62)：日本車輌製のボギー式ガソリンカー。キホハ61は1935年製で、1段窓である。後にキハ305となり、戦後まもなく筑波線へ移り廃車時は竜ヶ崎線に所属していた。1936年製のキホハ62はのちに付随車キサハ54となる。
- キホハ100形(101・102)：1937年に日本車輌で新製。しかし、すぐにキホハ301・302に改番された。その後キホハ81・82に改番され、ディーゼル化と同時にキハ81・82となった。キハ82は1958年に事故に遭い、車体を更新し、窓が広くなったり、正面の窓がHゴムになったりした。
- キハ41020形(41021)：国鉄キハ41000とほぼ同形。買収気動車払下げ車の北九州鉄道ジハ20の台車を使って、1952年に日本車輌で製造された。キハ41000と違い、ステップがないのが特徴。名義上はジハ20の譲受となっている。後に台車をTR26に交換した。
- キサハ53形(53)：1957年日本車輌製。当初はホハ1001と称していたが、「ホハ」は客車の記号なので、すぐにキサハ53に改番された。後にエンジンを積んで両運転台のキハ511（初代）となり、1970年に再びエンジンをおろして両運転台のままキクハ11となった。最初から気動車型の形態を備えていたにも関わらず、同年同メーカー製造のキハ48000と違ってウインドシル・ウインドヘッダーを残す古臭い形態で、窓も旧型気動車風の二段窓であった。

#### 転入車
- キハ42000形(42001)：元国鉄キハ42004。1965年に総括制御・片運転台化されキハ704形(704)に改番。改造の際にキハ42002から撤去された運転台を接合している。後に車体中央扉が両開きに改造され、既設ドアのステップも撤去された。
- キクハ1形(1 - 4)：元小田急1600形電車（クハ1650形）。制御車であるため、2エンジン車のキハ751・753・755形と編成を組むことが多かった。
- キサハ60形(61)：1950年に国鉄キハ41124の払下げを受け、キハ41002として竣工、1962年に貫通・切妻の中間車改造を行ったもの。台車はかつてキハ41021が履いていたもの。
- キサハ65形(65 - 67)：元小田急クハ1650。最後の3両はサハとして竣工した。66のみ乗務員扉が残っていた。
- キハ551形(551)：元加越能鉄道キハ162。元を正せば国鉄キハ07形気動車である。入線に際して車体中央扉が両開きに改造され、既設ドアのステップも撤去された。
- キハ610形(611 - 615)：元国鉄キハ07形気動車で、卵形の前面は切妻3枚窓貫通扉付きに改められている。鹿島鉄道のキハ600形とは異なり、後に車体中央扉が両開きに改造され、既設ドアのステップも撤去された。キハ611 - 614形が西武所沢工場での改造であったのに対し、キハ615形のみ大栄車両にて改造されている。
- キハ720形(721)：1964年富士重工業製の元加越能鉄道キハ187。入線に際して車体中央扉が両開きに改造され、既設ドアのステップも撤去された。
- キハ751形(751・752)：元小田急キハ5000形気動車。入線に際してロングシート化されたほか、片開き1か所であった車体に片開きの外吊りドアを2か所増設した点が特徴。なぜかキハ751形のみ取手方の貫通扉が小窓であった。
- キハ753形(753・754)：元小田急キハ5100形気動車。キハ751形と同様の改造が施されたが、クロスシートの間隔が広かったため、窓配置が異なる。
- キハ755形(755)：元南海キハ5501形気動車(5505)。紀勢本線乗り入れ用として製造されたが、踏切事故で廃車となり、1973年に関東鉄道に入線した。入線に際してロングシート化されたほか、両開きドアを2か所増設し、既設の2か所の片開きドアと合わせて、日本の私鉄気動車では前例のない4ドア車となった。入線時の改造工事は西武所沢車両工場が担当した[54]。
- キハ813形(813)：元雄別鉄道キハ106。両運転台車のキハ104・105が筑波線（筑波鉄道、現・廃止）にキハ811・812として入線したのに対し、片運転台車のキハ106形は常総線に配置された。入線に際してロングシート化、便所・車掌室の撤去などの改造が施されたものの、何故かステップは撤去されず、常総線で唯一のステップ付車両となっていた。晩年はキハ350形のように車内側からステップを埋める改造が施された。現在の常総線はすべてがステップレス車両であり、これが常総線最後のステップ付き車両といえる。
- キホハ63(63)：新宮鉄道の国鉄買収車である。キハ312（初代）となった後、エンジンを下ろしてキサハ50となり、晩年は筑波線に転出した。
- キハ64(64)：播丹鉄道の国鉄買収車である。キハ304（初代）となった後、エンジンを下ろしてキサハ55となった。
- キハ83(83)：元北九州鉄道ジハ50。大分交通キハ50ちどり号（元北九州鉄道ジハ51）と同型だが、こちらは正面2枚窓になっている。1935年日本車輌にてジハ50として製造された。北九州鉄道が国鉄に買収され、キハ40652となった。関東鉄道に入線して、キハ83となった。当初は常総線に配属されたが、後に鉾田線に転属した。
- キハ40084(40084・40085)：元南武鉄道クハ213・214。南海の特殊な台車を流用していたことが仇となって、南武鉄道の買収後、買収車の中では早いうちに除籍され、関東鉄道に転入し、ホハフ201（初代）・202となった。その後機械式のエンジンを取り付けてキハ40084・40085となった。
- キハ300形：元国鉄キハ30形気動車。非ワンマン車のため、2005年12月10日のダイヤ改正以降運用から外れ、休車となっていたが、キハ300形は最後まで在籍した2両（306・3016）が2007年3月31日に廃車され、廃形式となった。
- キハ350形：元国鉄キハ35・36形気動車。23両が導入された。便所は撤去されている。一部車両はワンマン化改造が実施されている。353と354は常総線開業90周年を記念した関東鉄道旧配色[55]となり、358・3511・3518・3519は2006年11月に塗装を映画『パッチギ! LOVE&PEACE』の撮影のため、京浜東北線の103系電車に見立てたスカイブルーとなった。その後、358・3511は新標準色に戻されている。非ワンマン車は2005年12月10日のダイヤ改正で運用から外れ、休車となっている。2011年10月10日をもって定期運用から外れることとなった[56]。
- キハ100形：前述のキハ300形のうち、4両（305・306・3013・3016）を1997年にワンマン改造した車両。翌1998年に103・104はワンマン設備を撤去し、キハ300形に再編入された。登場時は関東鉄道新標準色であったが、後に車体と社章は常総筑波鉄道時代を再現したものに変更された。快速運転には非対応。101は2007年9月に常総線ディスカバートレイン運転に伴い、国鉄キハ30系を再現した「首都圏色」（朱色5号）に変更された。2013年12月15日以降は休車となり、2017年1月8日に行われた撮影会を最後に廃車となった。この2両は筑西市の「ヒロサワシティ」で保存されることになった[57][58][59][60]。
- キハ310形 : 元国鉄キハ16・17形気動車の車体新製車。全8両のうち新潟鐵工所にて車体更新を受けた313 - 318の6両が在籍。履歴上は改造扱い。大栄車両で更新された311と312は既に廃車となっている。客室ドアは新製当初は鋼製の小窓であったが、後にステンレス製の大窓に変更されている。前面上部には当初は行先表示器が設置されておらず、シールドビーム2灯が設置されていたが、後にキハ0形と同様の形態に改造された。当初は貫通幌による連結を行っていなかったが、キハ0形と同様に幌付きに改造されている。ワンマン化改造に伴い、各ドア上部にLEDの駅名案内表示器が新設された。2023年7月12日運用終了。

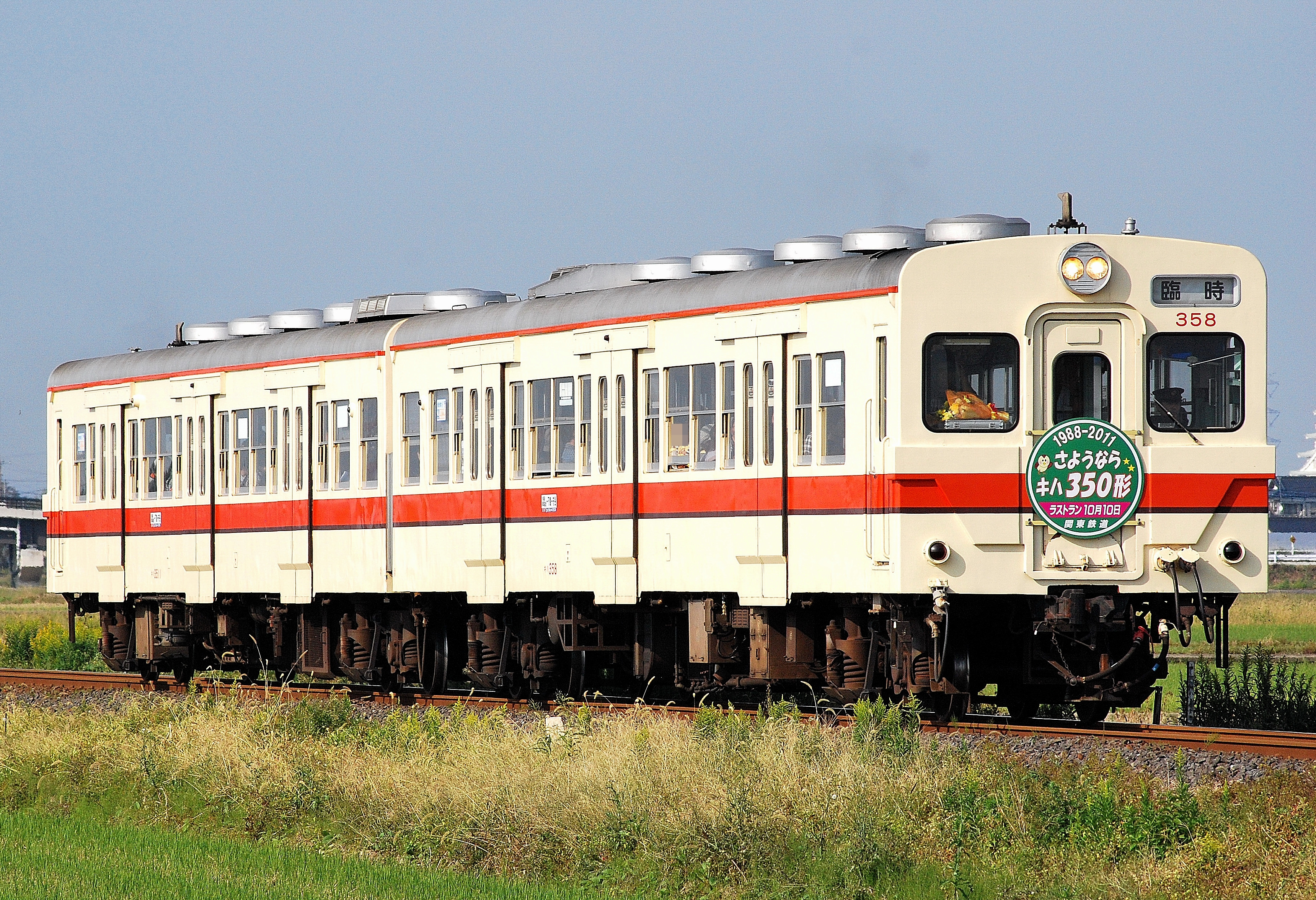
キハ350形
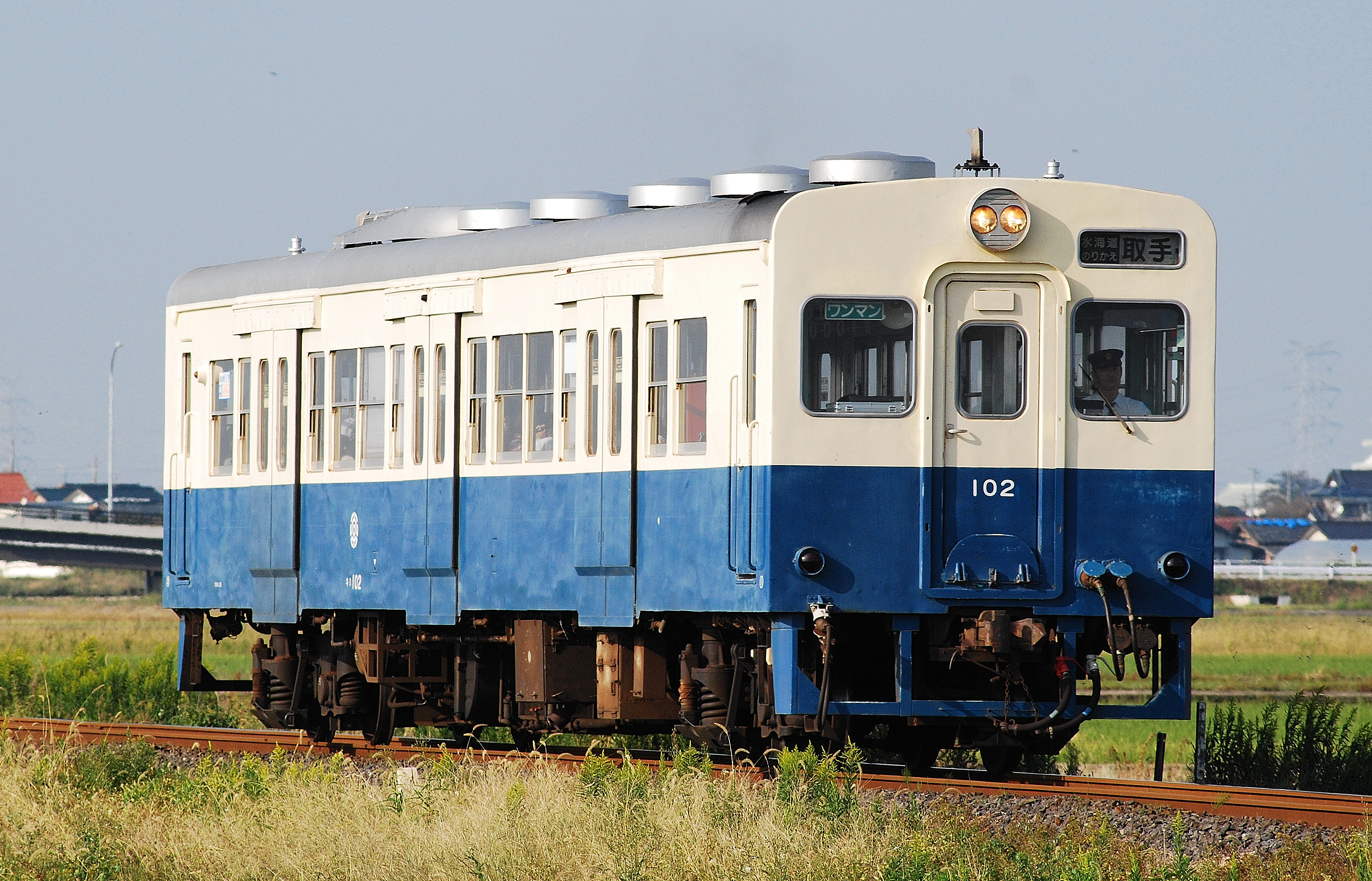
キハ100形
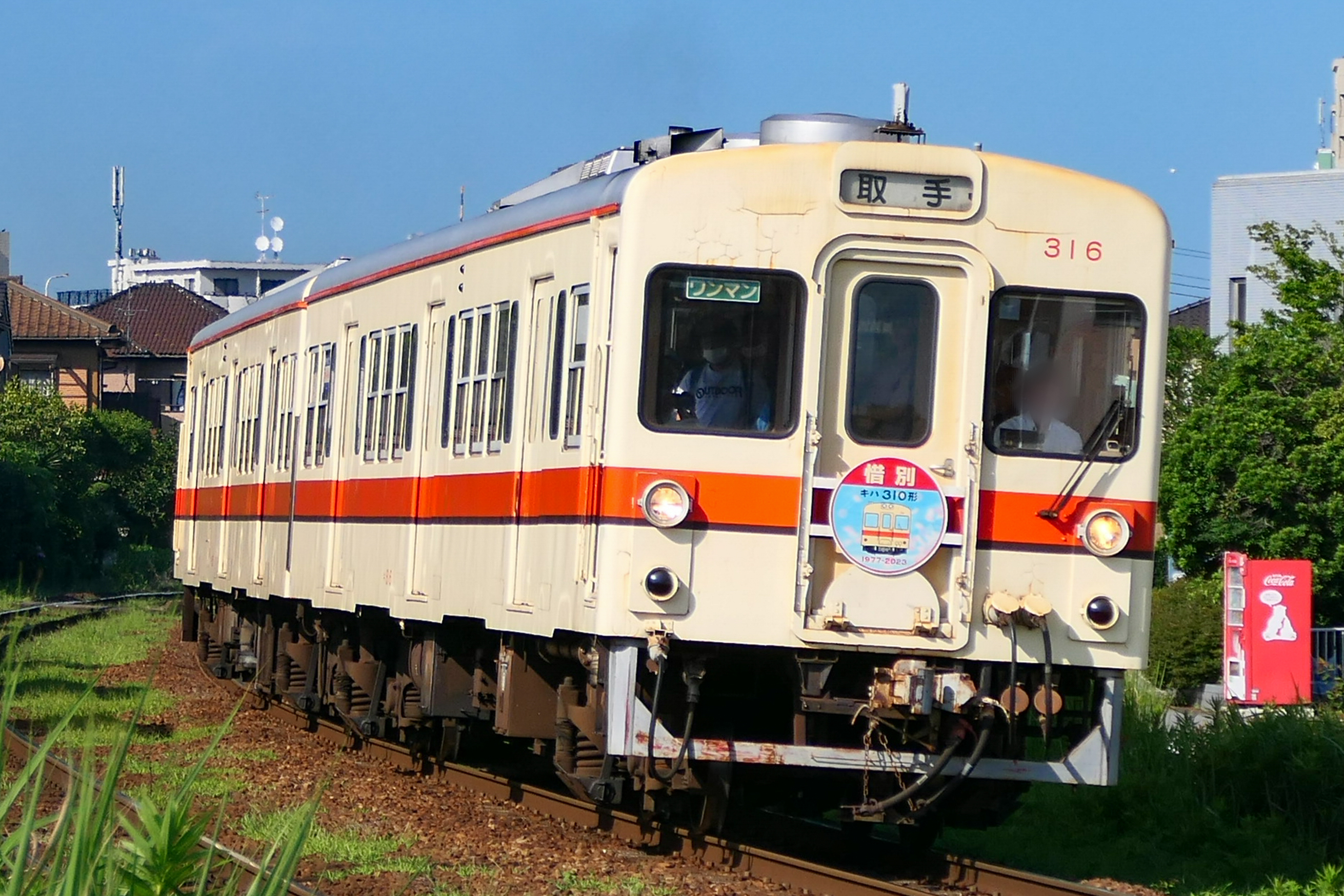
キハ310形

#### 廃車一覧
| 年   | 記号番号                                                      |
| ---- | ------------------------------------------------------------- |
| 1969 | キサハ54、（キハ83鉾田線へ）                                  |
| 1970 | キサハ51、キサハ52、キサハ55、（キサハ50廃車時筑波線）        |
| 1972 | キハ81、キハ40084・40085                                      |
| 1974 | キハ82                                                        |
| 1976 | キハ41021                                                     |
| 1977 | キサハ61                                                      |
| 1978 | （キクハ11筑波線へ）                                          |
| 1983 | キサハ65・67                                                  |
| 1984 | キクハ2-4、キサハ66                                           |
| 1985 | キクハ1、キハ615                                              |
| 1987 | キハ754                                                       |
| 1988 | キハ551、キハ611-614、キハ703、キハ704、キハ751・752、キハ753 |
| 1989 | キハ701・702、キハ721、キハ755、キハ813                       |
| 1991 | キハ501・502                                                  |
| 1993 | キハ801-805                                                   |
| 1995 | キハ901・902                                                  |

## 駅一覧
全駅茨城県に所在。
快速停車駅
●：停車、｜：通過
駅員
◎：終日配置、○：一部時間帯配置、×：終日無配置
線路
||：複線区間、◇・｜：単線区間（◇は列車交換可能）、∨：これより下は単線、∧：終点（交換可能）
| 駅名       | 駅間 キロ | 累計 キロ | 快速 | 駅員 | 接続路線                                                                     | 線路 | 所在地         |
| ---------- | --------- | --------- | ---- | ---- | ---------------------------------------------------------------------------- | ---- | -------------- |
| 取手駅     | -         | 0.0       | ●    | ◎    | 東日本旅客鉄道：■常磐線（ 快速〈上野東京ライン〉(JJ 10)・ 各駅停車 (JL 32)） | \|\| | 取手市         |
| 西取手駅   | 1.6       | 1.6       | ●    | ×    |                                                                              | \|\| | 取手市         |
| 寺原駅     | 0.5       | 2.1       | ●    | ×    |                                                                              | \|\| | 取手市         |
| 新取手駅   | 1.3       | 3.4       | ●    | ×    |                                                                              | \|\| | 取手市         |
| ゆめみ野駅 | 0.8       | 4.2       | ●    | ×    |                                                                              | \|\| | 取手市         |
| 稲戸井駅   | 1.2       | 5.4       | ●    | ×    |                                                                              | \|\| | 取手市         |
| 戸頭駅     | 0.9       | 6.3       | ●    | ○    |                                                                              | \|\| | 取手市         |
| 南守谷駅   | 1.1       | 7.4       | ●    | ×    |                                                                              | \|\| | 守谷市         |
| 守谷駅     | 2.2       | 9.6       | ●    | ◎    | 首都圏新都市鉄道： つくばエクスプレス (TX15)                                 | \|\| | 守谷市         |
| 新守谷駅   | 1.8       | 11.4      | ｜   | ○    |                                                                              | \|\| | 守谷市         |
| 小絹駅     | 1.6       | 13.0      | ｜   | ×    |                                                                              | \|\| | つくばみらい市 |
| 水海道駅   | 4.5       | 17.5      | ●    | ◎    |                                                                              | ∨    | 常総市         |
| 北水海道駅 | 1.8       | 19.3      | ｜   | ×    |                                                                              | ｜   | 常総市         |
| 中妻駅     | 1.6       | 20.9      | ｜   | ×    |                                                                              | ◇    | 常総市         |
| 三妻駅     | 3.0       | 23.9      | ｜   | ×    |                                                                              | ◇    | 常総市         |
| 南石下駅   | 3.3       | 27.2      | ｜   | ×    |                                                                              | ｜   | 常総市         |
| 石下駅     | 1.6       | 28.8      | ●    | ×    |                                                                              | ◇    | 常総市         |
| 玉村駅     | 2.2       | 31.0      | ｜   | ×    |                                                                              | ｜   | 常総市         |
| 宗道駅     | 2.0       | 33.0      | ｜   | ×    |                                                                              | ◇    | 下妻市         |
| 下妻駅     | 3.1       | 36.1      | ●    | ◎    |                                                                              | ◇    | 下妻市         |
| 大宝駅     | 2.6       | 38.7      | ｜   | ×    |                                                                              | ◇    | 下妻市         |
| 騰波ノ江駅 | 2.3       | 41.0      | ｜   | ×    |                                                                              | ◇    | 下妻市         |
| 黒子駅     | 2.6       | 43.6      | ｜   | ×    |                                                                              | ◇    | 筑西市         |
| 大田郷駅   | 3.7       | 47.3      | ｜   | ×    |                                                                              | ◇    | 筑西市         |
| 下館駅     | 3.8       | 51.1      | ●    | ◎    | 東日本旅客鉄道：水戸線 真岡鐵道：真岡線                                      | ∧    | 筑西市         |

- 快速列車の取手 - 守谷間は、平日朝上り2本と土休日朝上り1本は直通運転。それ以外は、すべて下妻発もしくは守谷発着となる。
- 小絹 - 水海道間には、南水海道信号所（水海道車両基地）がある。2004年10月16日からそれまで行われていた同信号所への運転停車が廃止された。
- 1950年頃まで、黒子 - 大田郷間に野殿駅があった。

### 駅設備

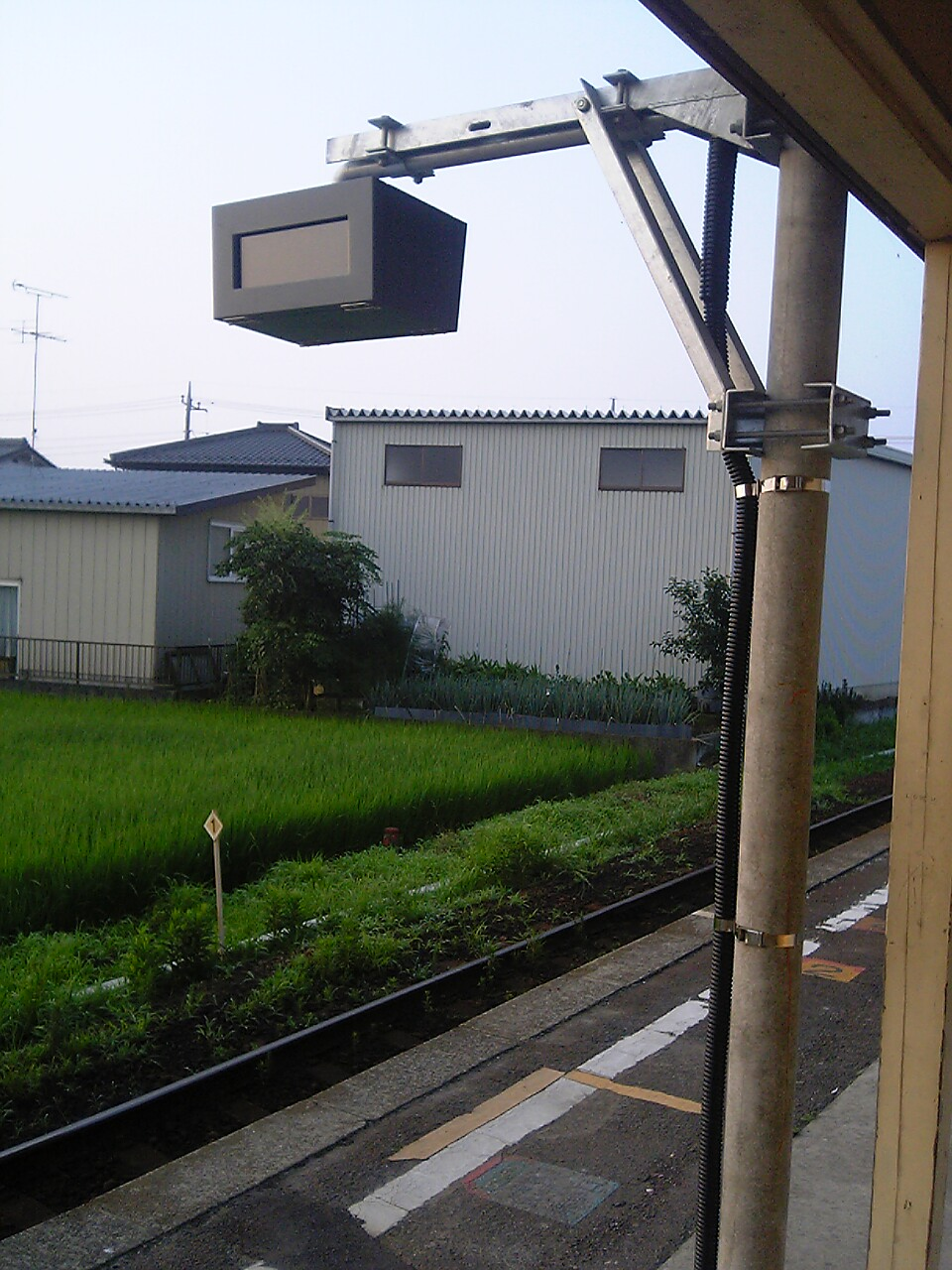
接近表示機。（2005年7月 - 南石下駅で撮影）

- 発車案内表示機(LED)：守谷駅、ゆめみ野駅
- 発車案内表示機(LCD)：取手駅、水海道駅
- 発車メロディ：取手駅、守谷駅、水海道駅、下妻駅、下館駅
- 接近表示機：取手駅、西取手駅、新取手駅、ゆめみ野駅、南守谷駅、新守谷駅、小絹駅、水海道駅、北水海道駅 - 大田郷駅間の各駅
- 自動改札機：取手駅 - 水海道駅間の各駅（オートチャージ対応）
- 簡易PASMO改札機:北水海道駅 - 下館駅の各駅（オートチャージ対応）
- ICカード入金（チャージ）機 取手駅 - 水海道駅間の各駅、石下駅、下妻駅、下館駅
- オープンカウンター改札：守谷駅
- 売店：戸頭駅、守谷駅[61]

モバイルSuicaでの窓口精算はできない。

### パーク&ライド無料駐車場
パーク&ライド駐車場として、石下駅以北にある下記の8駅で常総線利用者が無料で駐車できる駐車場がある。この駐車場を利用するには、駐車したい旨を駅係員または乗務員に申し出る必要がある。
- 石下駅 101台
- 宗道駅 14台
- 下妻駅 107台
- 大宝駅 12台
- 騰波ノ江駅 10台
- 黒子駅 10台
- 大田郷駅 11台
- 下館駅 10台